# Легкий військовий позашляховик

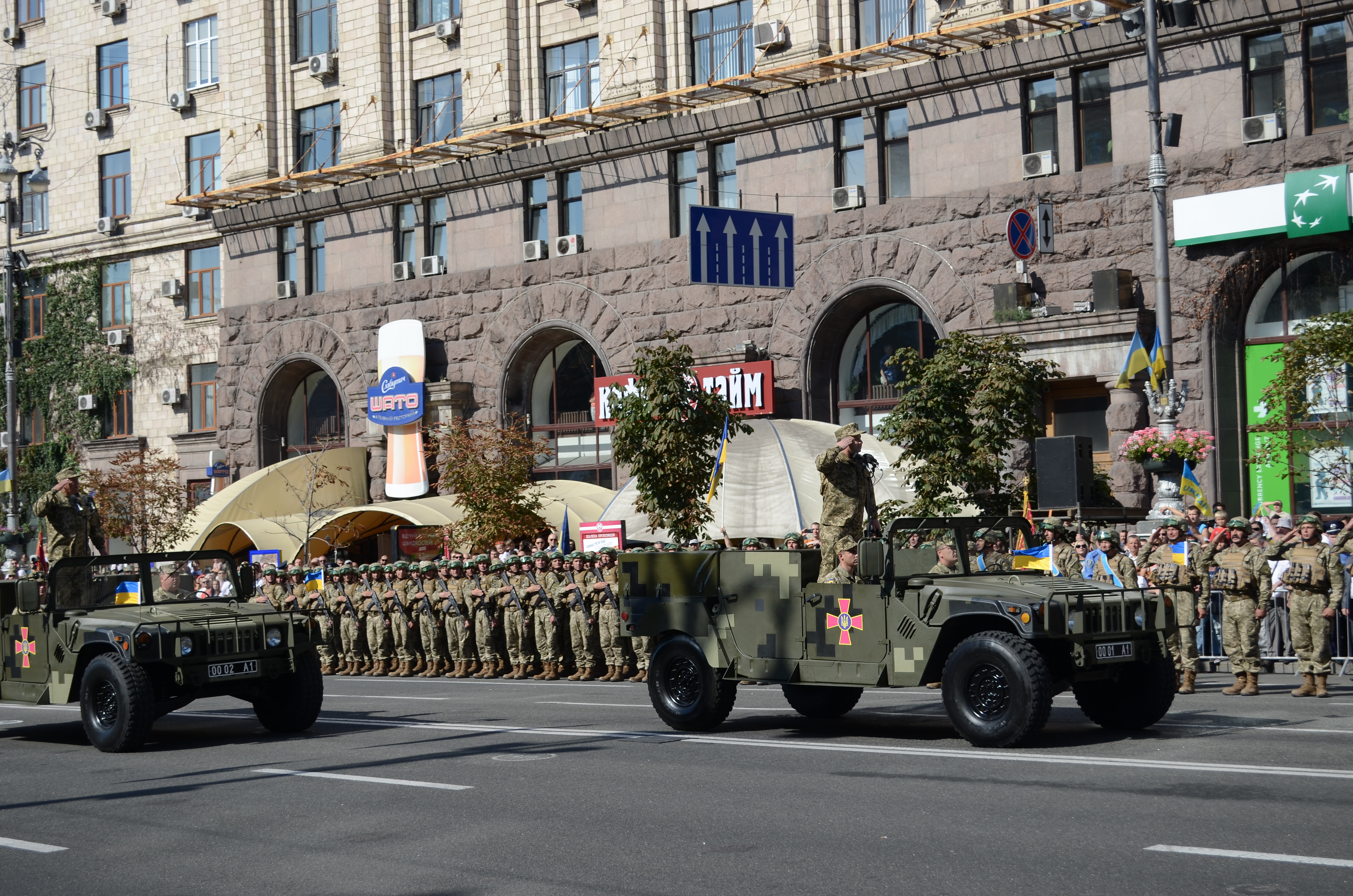
Гамві під час параду на День Незалежності

Легкий військовий позашляховик — це невеликий неброньований повнопривідний автомобіль підвищеної прохідності, який використовується у військових цілях. Вони зазвичай короткі і відносно легкі в порівнянні з іншим військовим транспортом.
Важливість цього класу військових машин підсумував генерал Дуайт Ейзенхауер, який сказав, що чотирма найважливішими американськими знаряддями у Другій світовій війні були C-47 Skytrain, базука, джип і атомна бомба.

## Позашляховики класу "Джип" (Jeep)

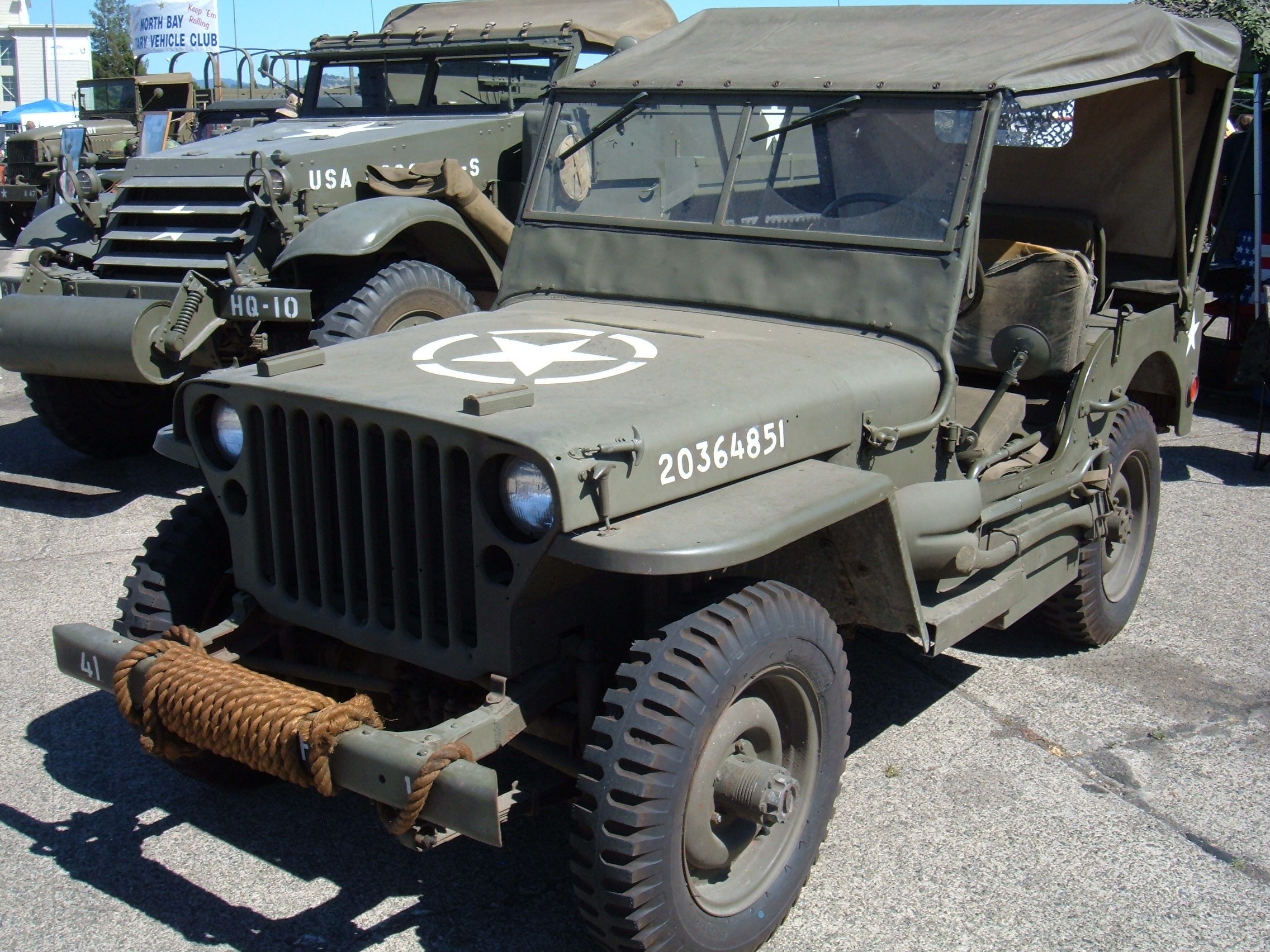
Willys MB Jeep, який використовувався в армії США

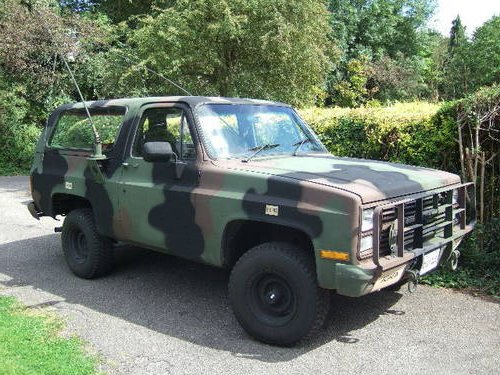
M1009 CUCV мілітаризований Chevrolet K5 Blazer.

### США
Willys MB, який використовувався американською армією в Другій світовій війні, є мабуть найвідомішим представником цього класу. Їх було побудовано більше 640 000 за роки війни, і вони надихнули інші країни на створення аналогічних транспортних засобів. У Корейській війні використовувався в цій якості Willys M38A1. За ним пішов M151 MUTT, який був розроблений компанією Ford. До середини 1980-х ця роль була передана Гамві, який вже використовувався як бойова машина.

### Третій Рейх
Німеччина у другій світовій війні використовувала Volkswagen Kübelwagen в цій якості. Він не був повнопривідним, але мав невелику вагу для мобільності. Американські багі ведуть своє походження від Кюбельвагена. Іншою подібною машиною був Volkswagen Schwimmwagen, яка так само використовувались в цій якості.

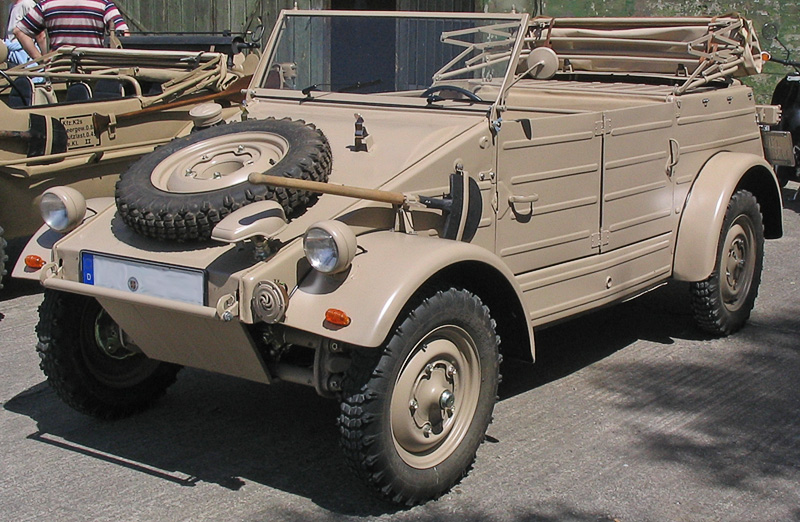
Volkswagen Kübelwagen

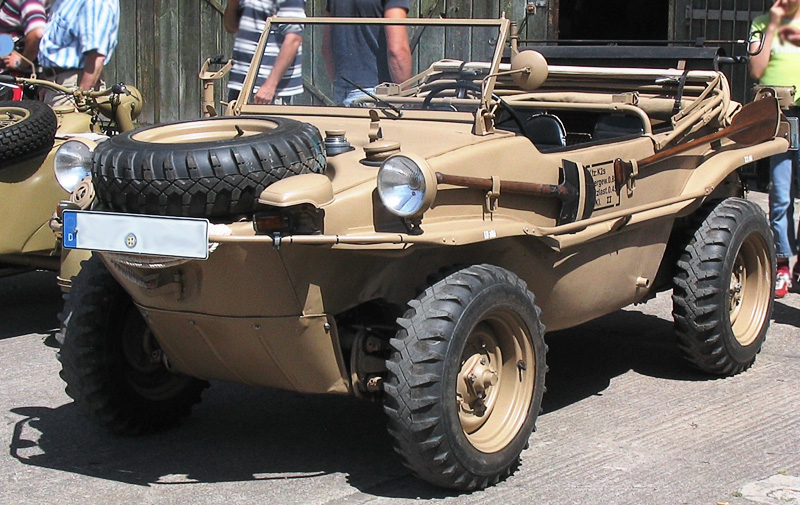
Volkswagen Schwimmwagen

### СРСР
Радянський Союз виробляв ГАЗ-64, базувався в основному на дизайні Віллісів, пізніше його змінив ГАЗ-67. Ця серія була замінена на УАЗ-469 в 1973 році. У 2010-х рр. російська армія стала переходити на УАЗ-315108, створеного на базі УАЗ Гантер. 

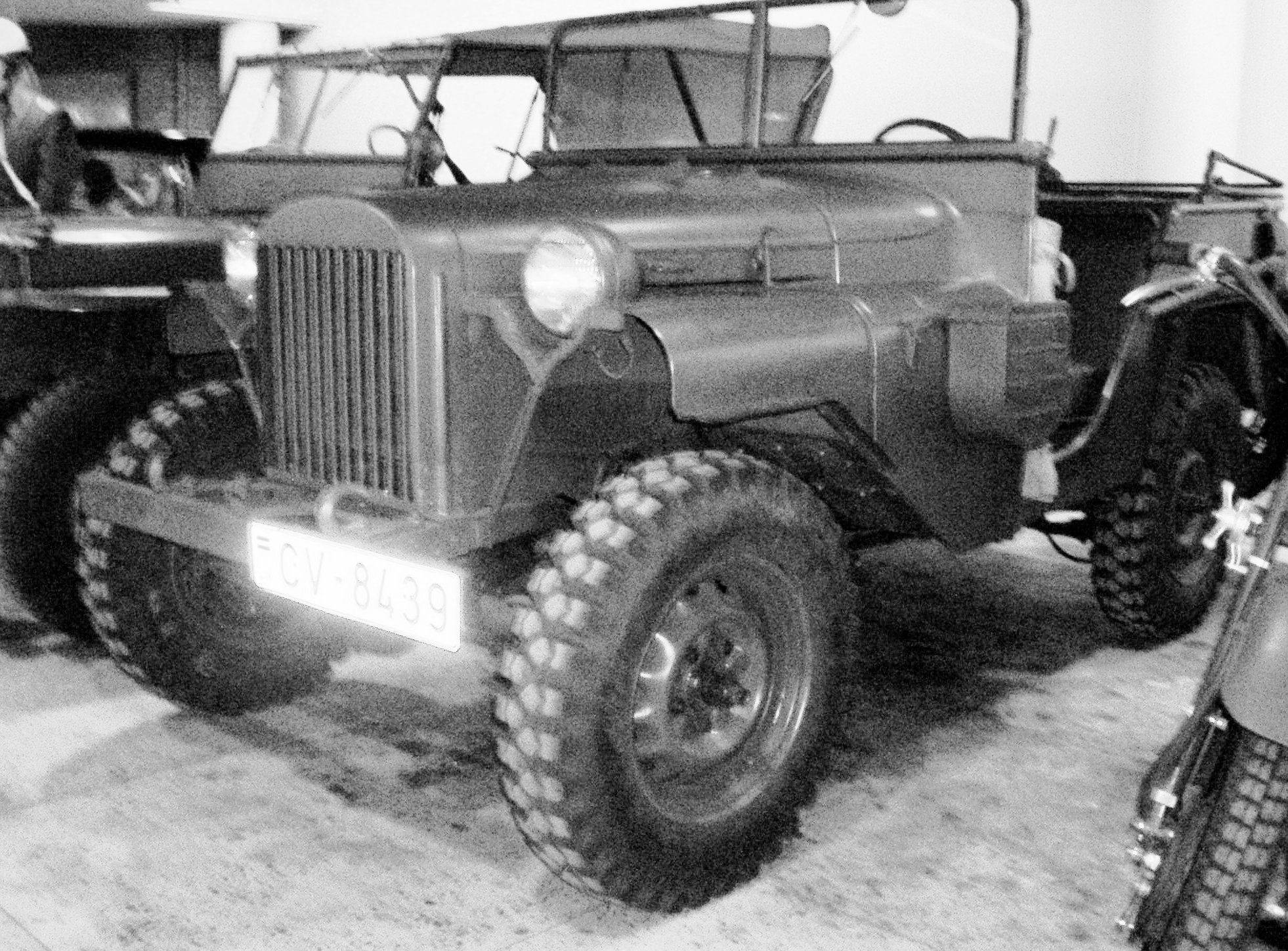
ГАЗ-64

### Велика Британія
Широку популярність у світі як легкий військовий позашляховик отримали британські автомобілі сімейства Land Rover, спочатку створений для цивільних потреб. Через рік після створення, в 1949 році він був прийнятий на озброєння британської армії, його прямим нащадком є сучасний Land Rover Defender, що знаходиться на військовому балансі в багатьох армій світу.

### Китай
У 1960-х роках Китай випустив свій власний «джип» Beijing BJ212, який був в значній мірі копією УАЗ-469Б. BJ121 широко використовувався як у військовій, так і на цивільній ниві в Китаї. Їх було випущено більше 200 000 до закінчення виробництва в 1983 році.

### Німеччина
У 1979 році німецький автомобілебудівний концерн Daimler-Benz запустив у виробництво повнопривідний Geländewagen, а вже в 1981 в серію пішла його військова версія. Він був прийнятий на озброєння спочатку в Аргентині, Норвегії та Індонезії, а потім у двох десятках інших країн. В Австрію, Ліхтенштейн, Швейцарію, Словенію і Хорватію вони поставляються під маркою Puch. У 80-х роках Mercedes G-klasse поступив на озброєння армій Греції, Голландії, Швейцарії та Норвегії. Перший модельний ряд Гелендваген серії 460 був представлений автомобілями в п'яти варіантах кузова (2 варіанти фургона, відкритий кузов, 5-ти і 3-х дверні універсали), які комплектувалися чотирма варіантами двигунів (2 бензинових: 230 G і 280 GE, і 2 дизельних : 240 GD і 300 GD). Всі моделі обладналися переднім приводом, який відключається і 4-х ступінчастою механічною КПП.

## Інші представники
- Agrale Marruá — бразильський армійський позашляховик.
- ARO 24 — румунський позашляховик.
- Fiat Campagnola — італійський позашляховик, що випускався з 1953 по 1971 рік.
- Kia KM420 — південнокорейський позашляховик
- Maruti Gypsy/Suzuki Jimny SJ40 — використовується індійської армією.
- Mitsubishi Type 73 — японський армійський позашляховик.
- Sepehr, Safir — іранські позашляховики.
- Tarpan Honker — польський позашляховик.

## Позашляховики класу "Гамві" (HMMWV)

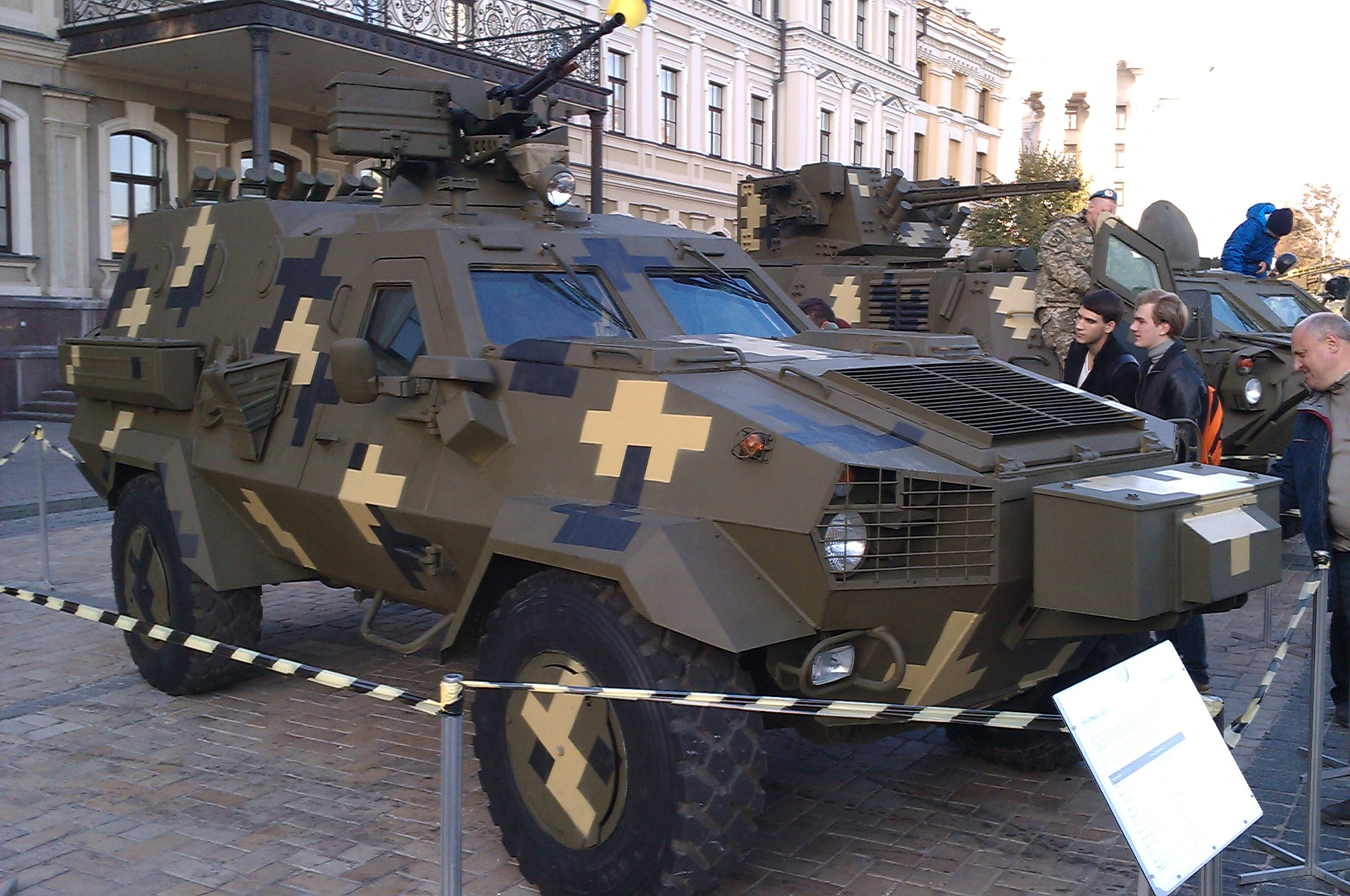
Дозор-Б на виставці «Сила нескорених» до Дня захисника України

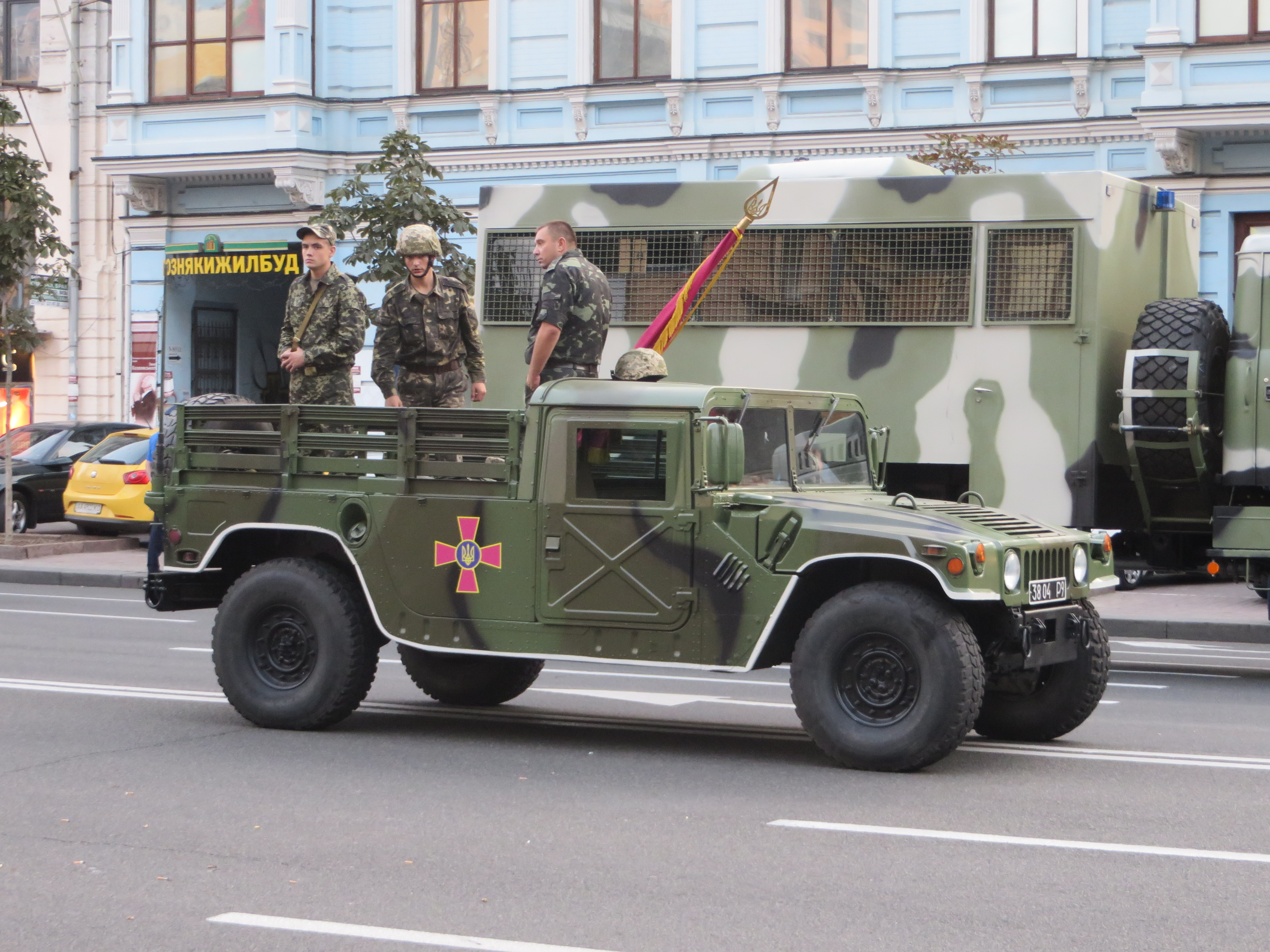
Броньований автомобіль HMMWV під час тренувального маршу перед парадом на День незалежності України, 22 серпня 2014 року, Хрещатик, Київ (на самому параді Гамві не було)

- ББМ «Козак 2»
- Дозор-Б
- ГАЗ-2330 «Тигр»
- AMZ Tur
- Dongfeng EQ2050
- Iveco LMV
- Hawkei PMV
- Mahindra Axe
- Mowag Eagle
- Pindad Komodo
- Renault Sherpa
- Toyota Mega Cruiser
- Tiuna UR-53AR50
- URO VAMTAC

## Моделі

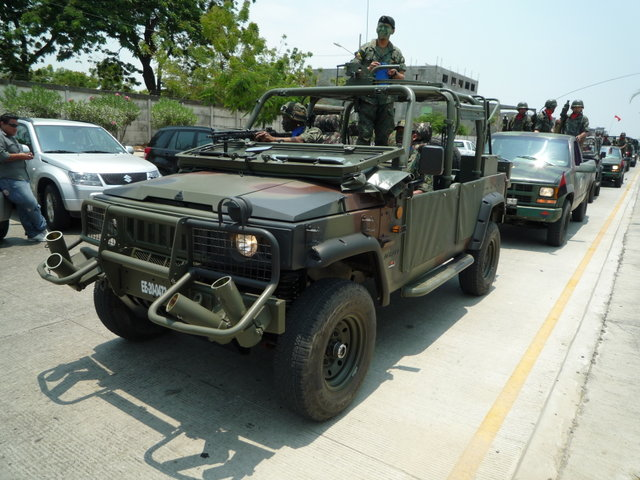
Agrale Marruá
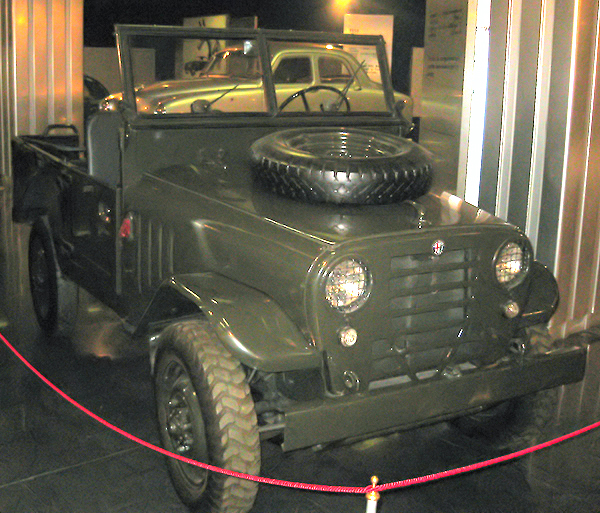
Alfa Romeo Matta
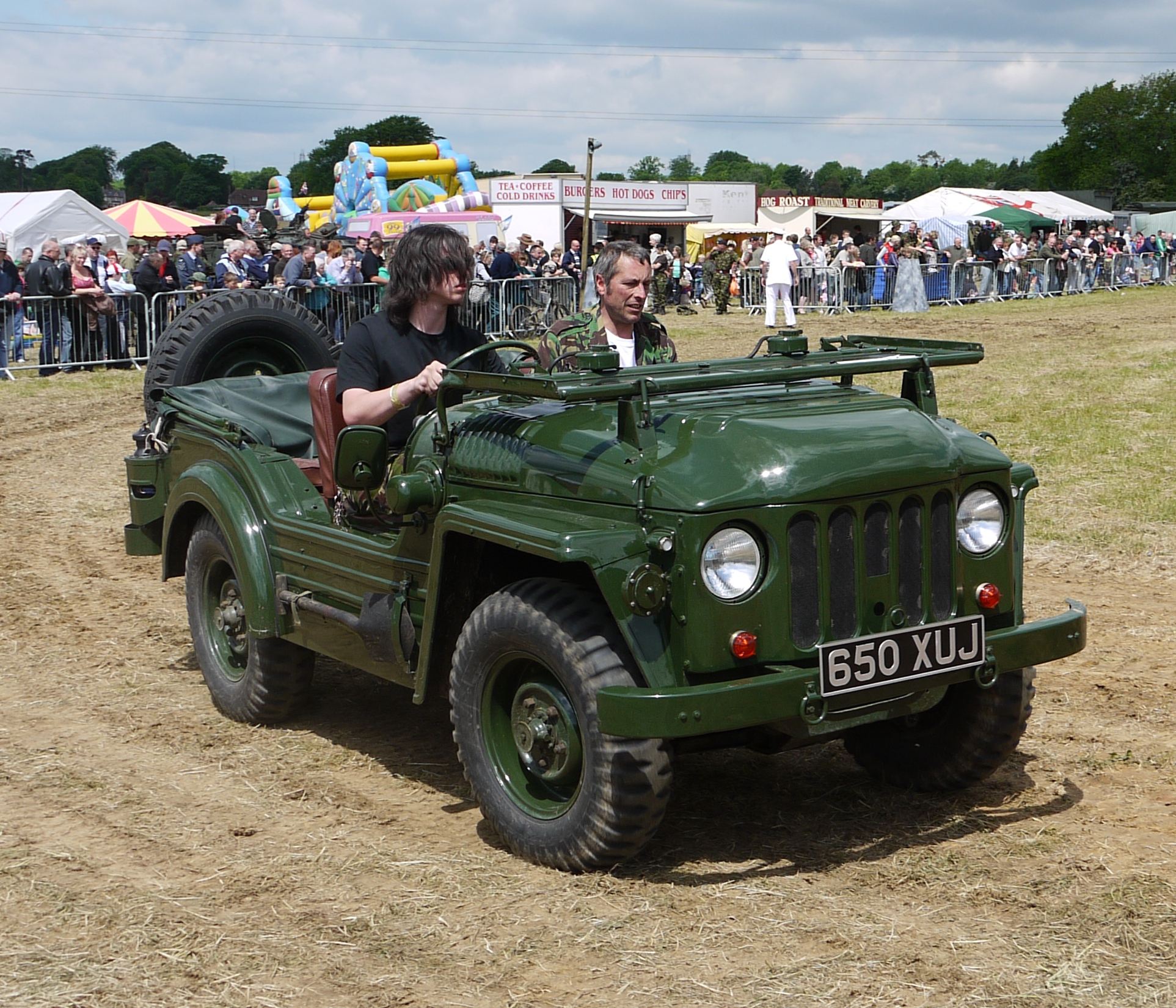
Austin Champ
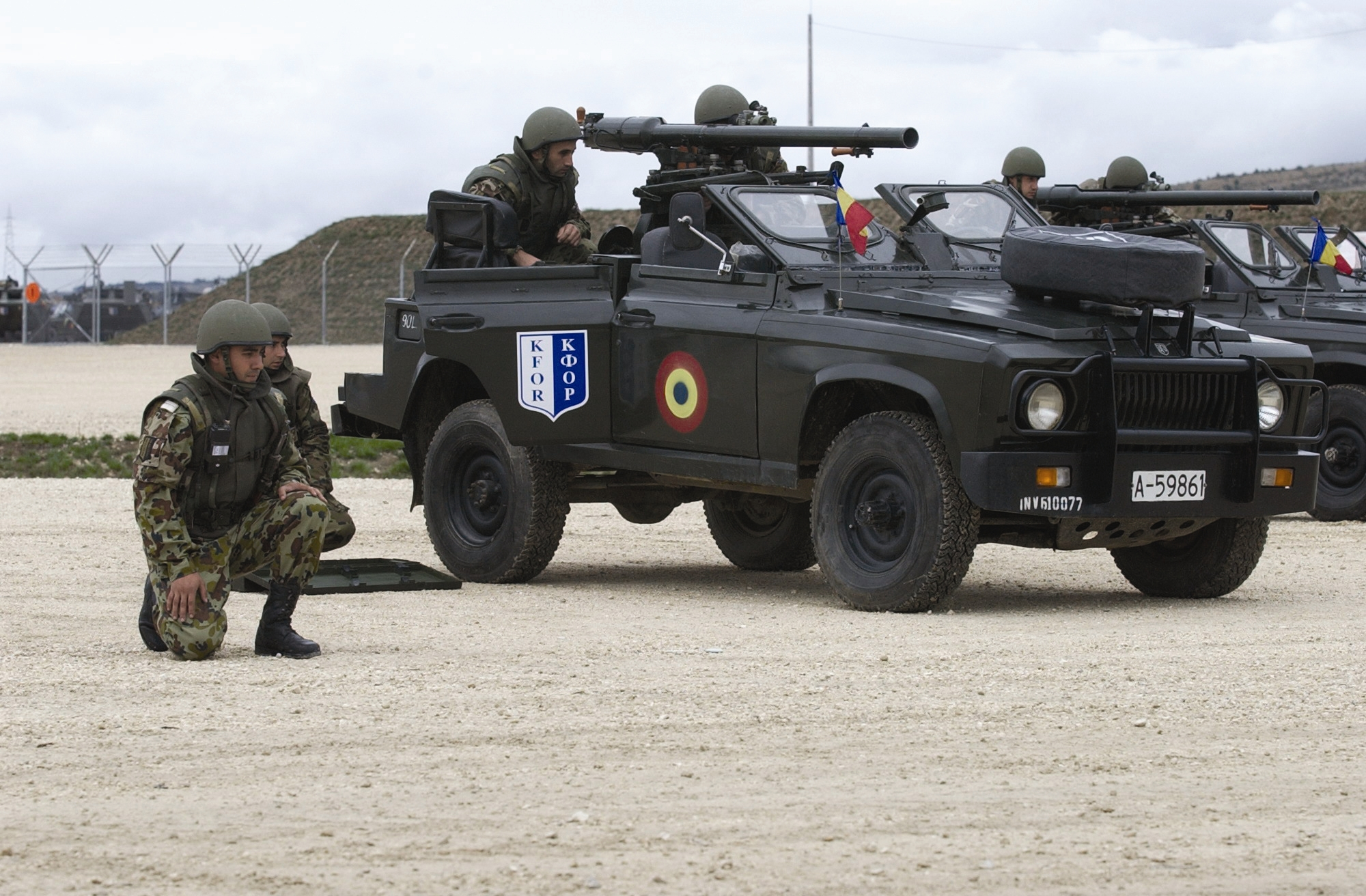
ARO-244
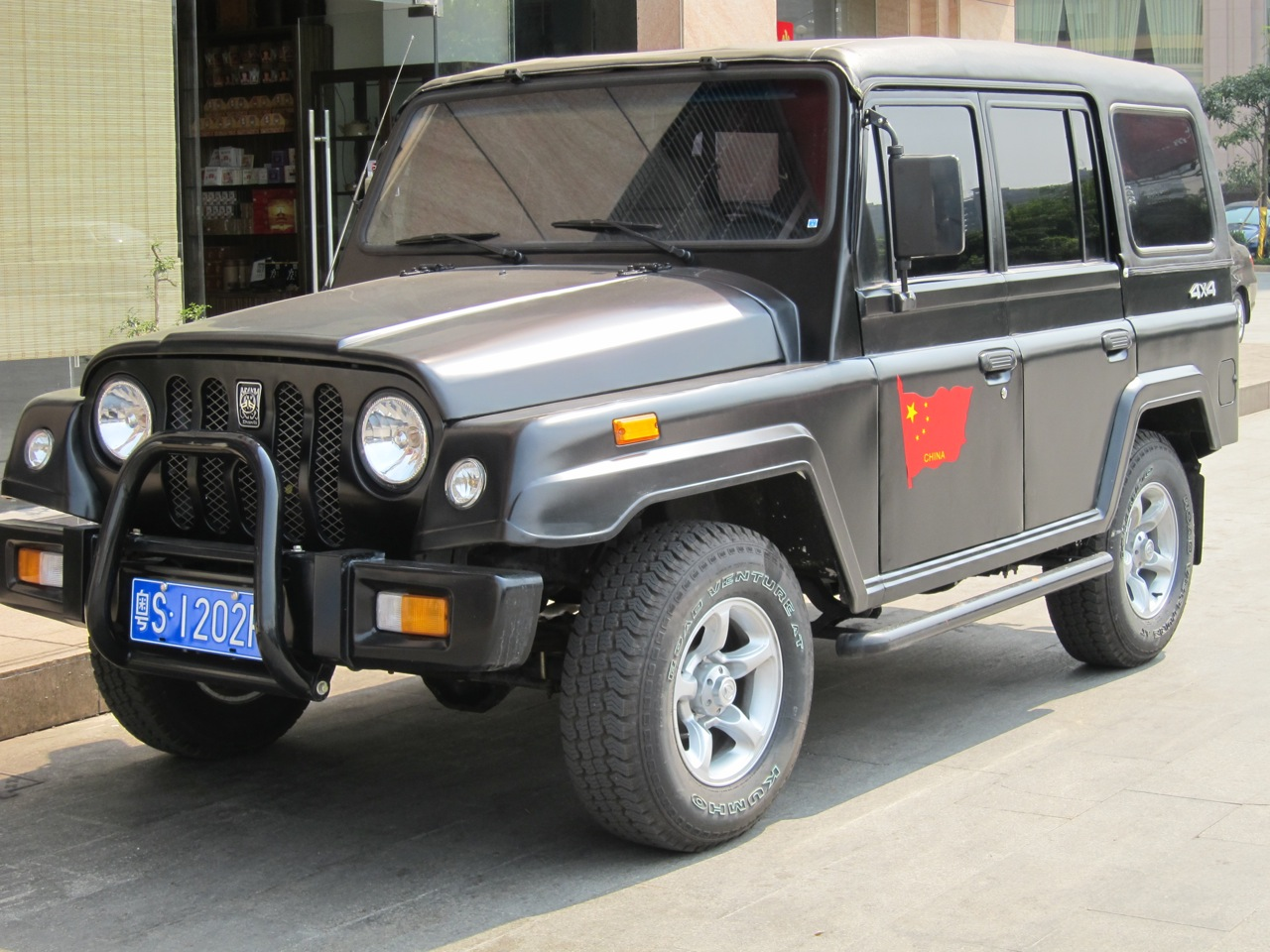
Beijing BJ212
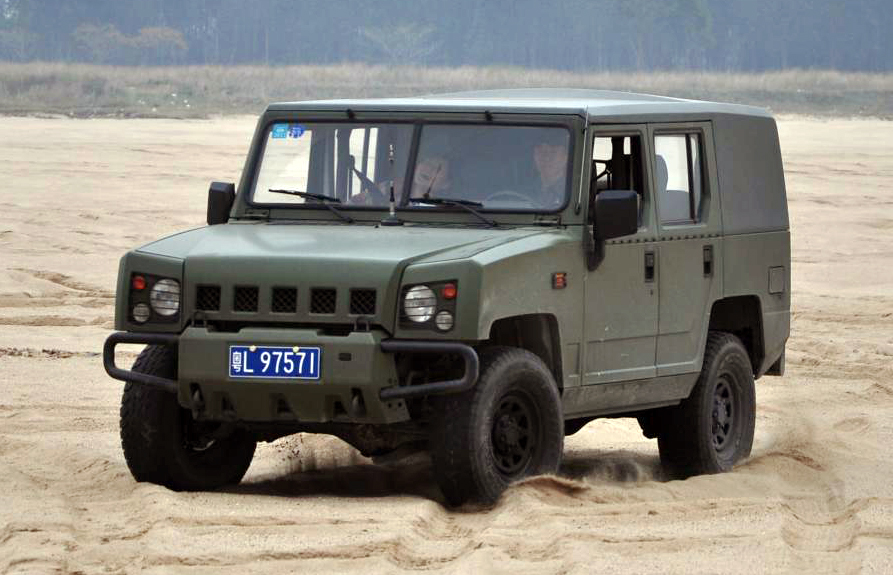
Beijing BJ2022
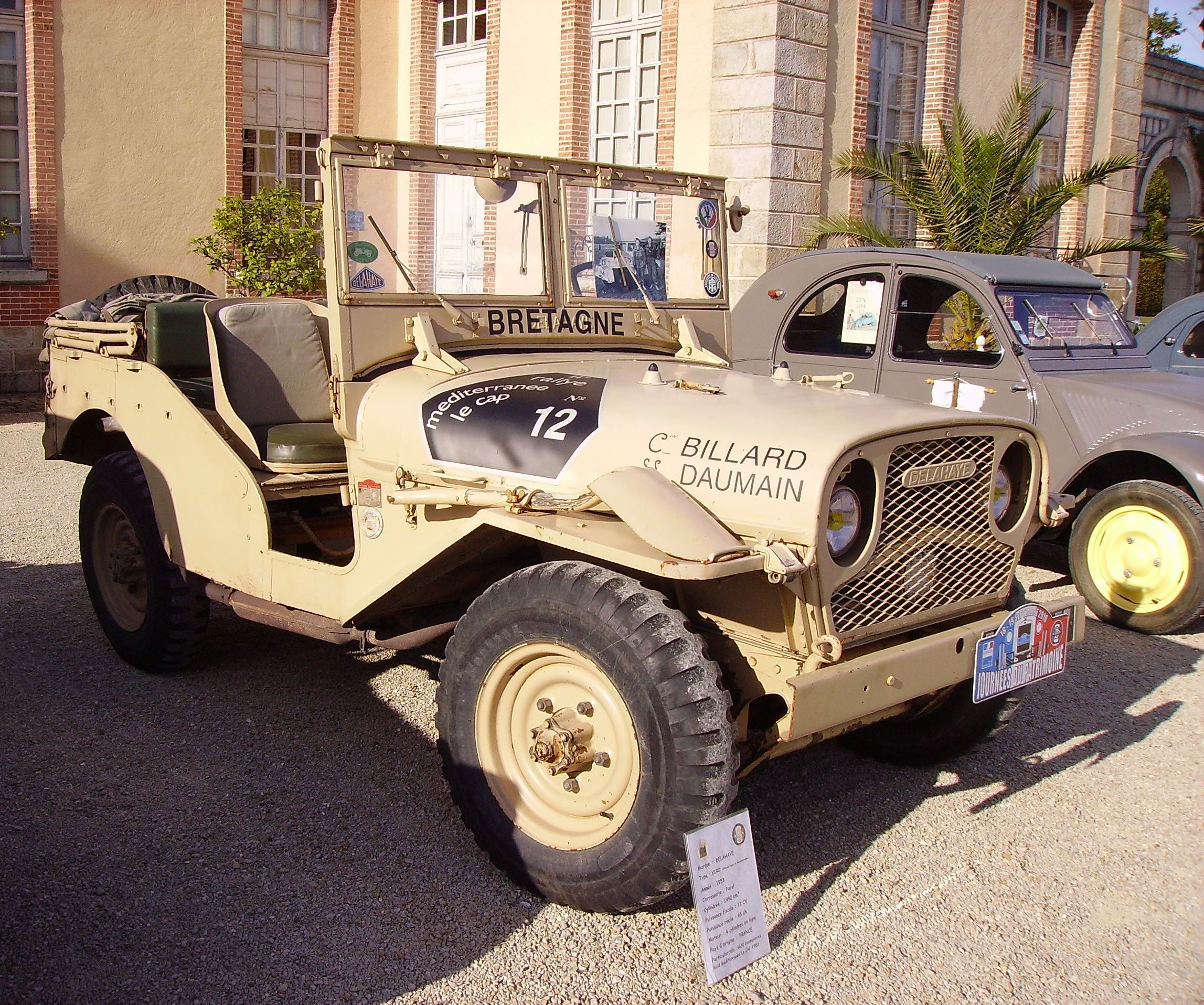
Delahaye VLR
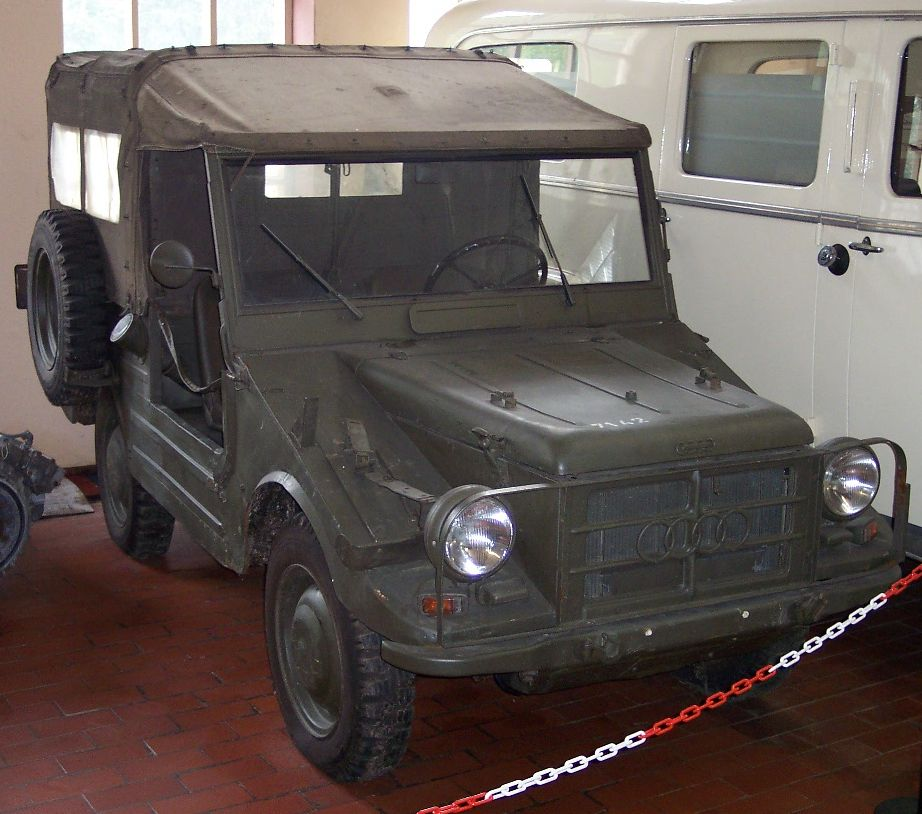
DKW Munga
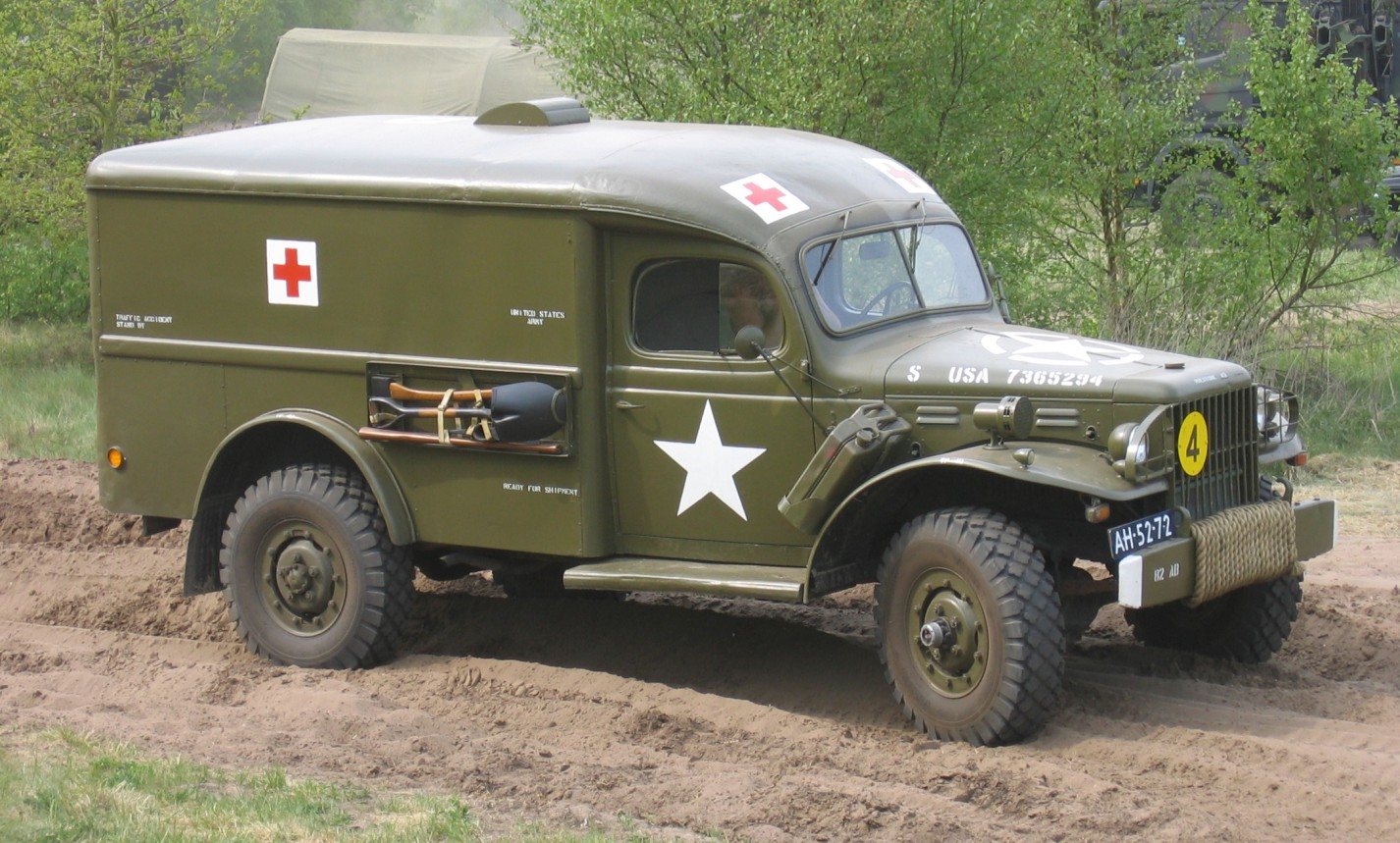
Dodge WC543⁄4 Ton
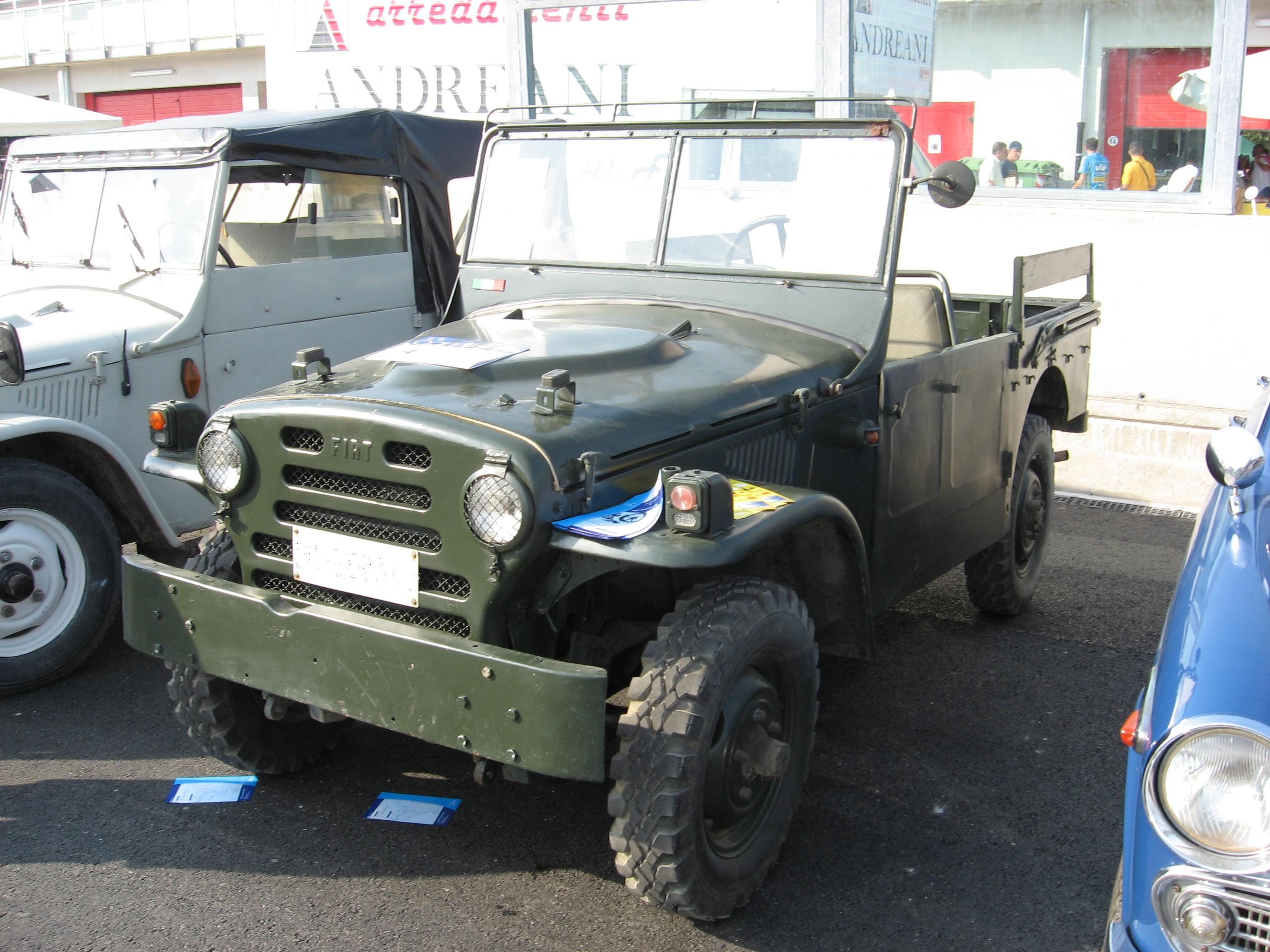
Fiat Campagnola
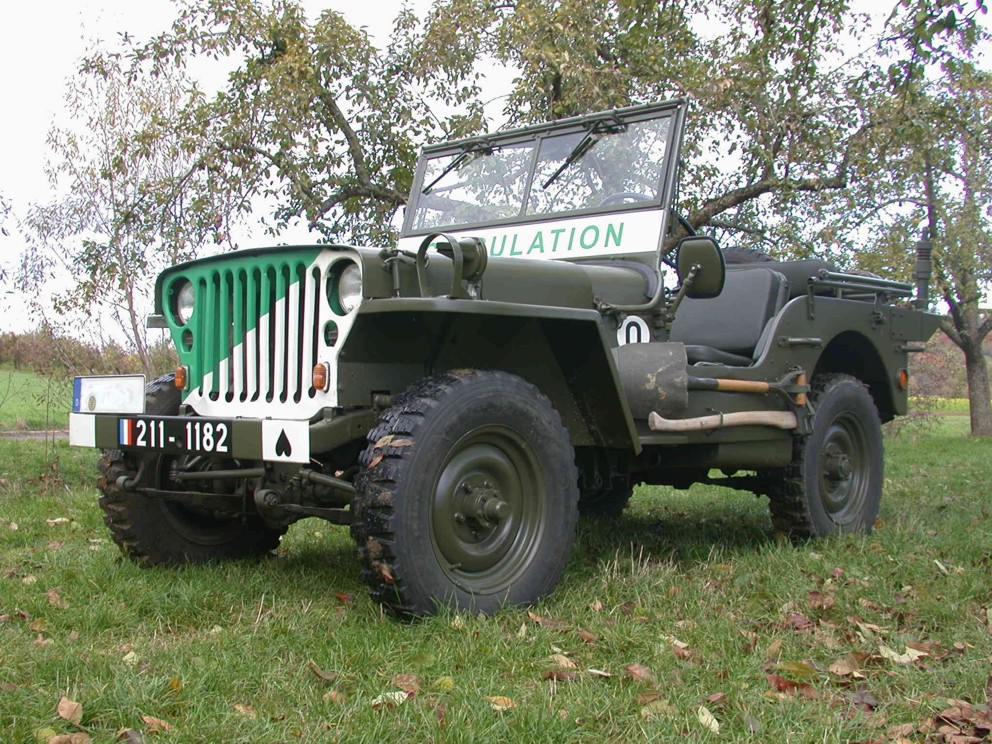
Hotchkiss M201
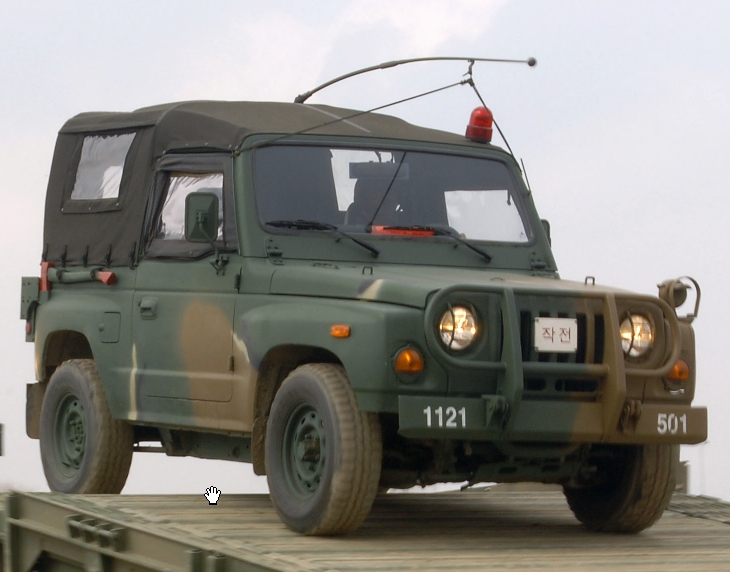
Kia KM131 Jeep
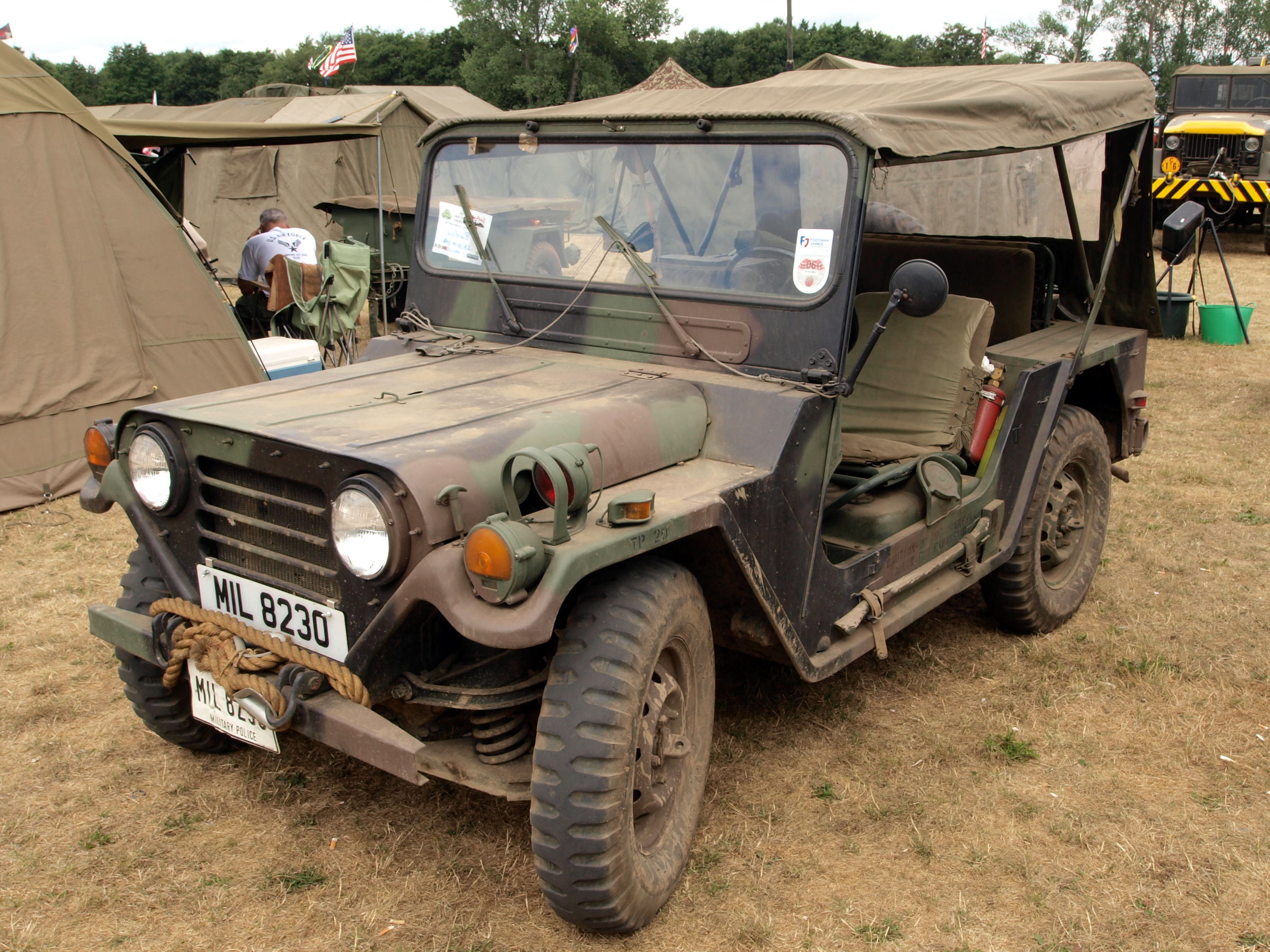
M151 Truck
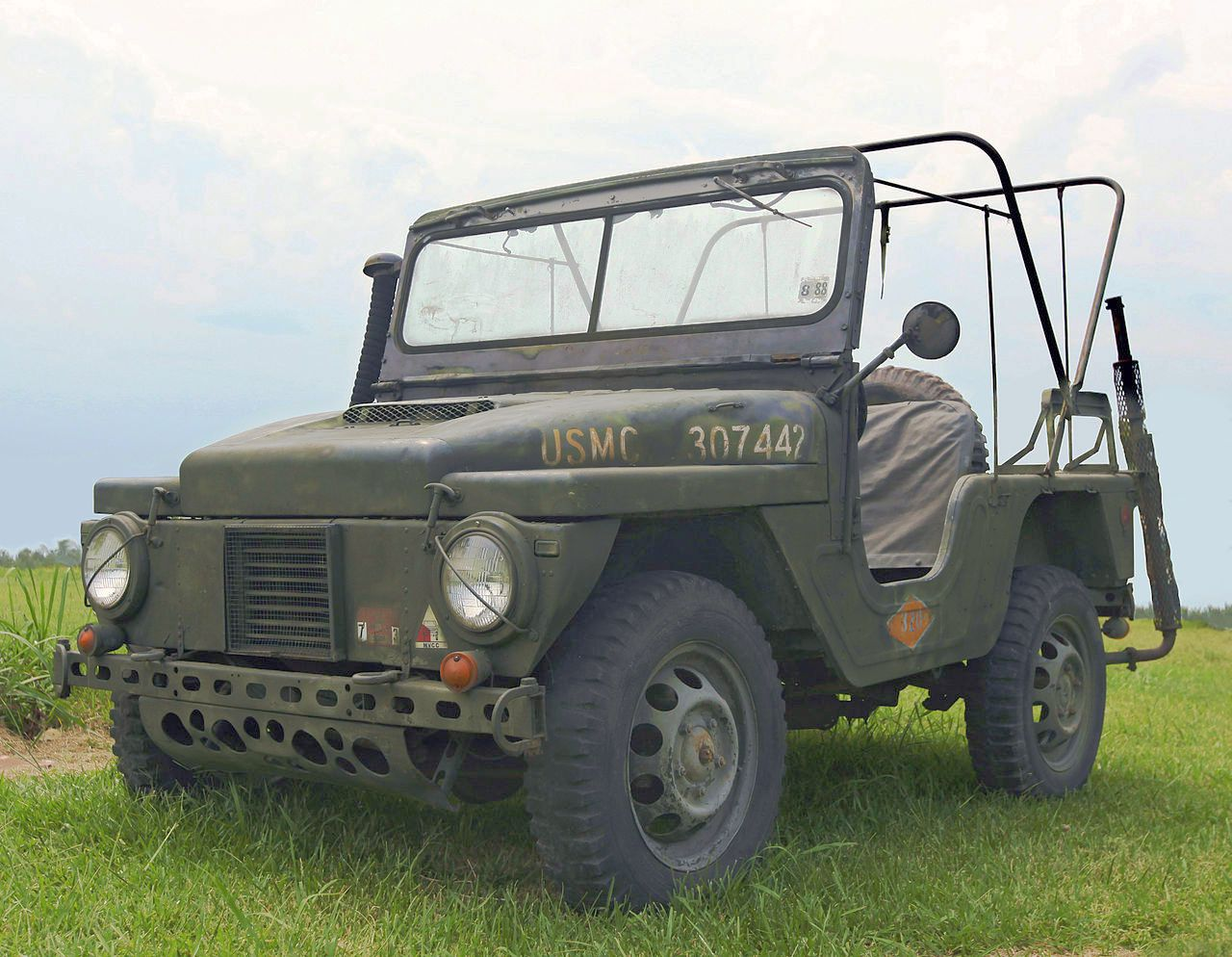
M422 Mighty Mite
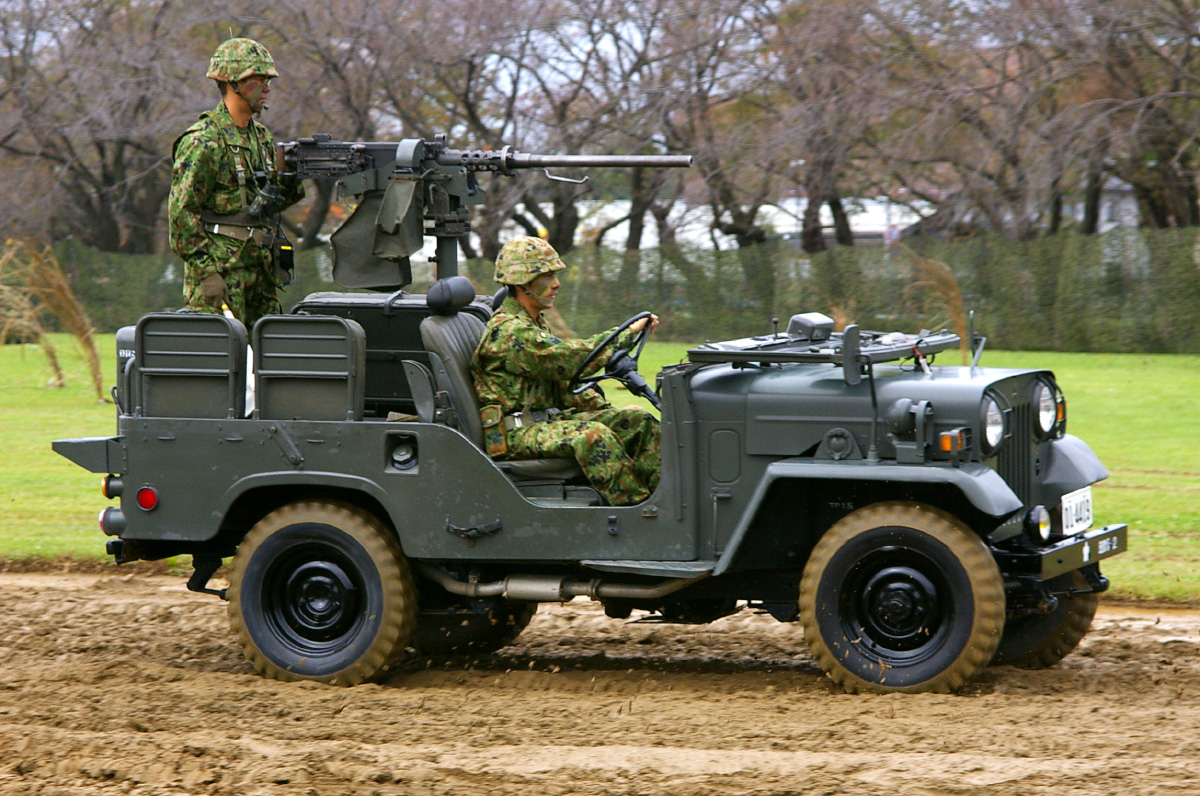
Mitsubishi Type 73 Light Truck Kyū
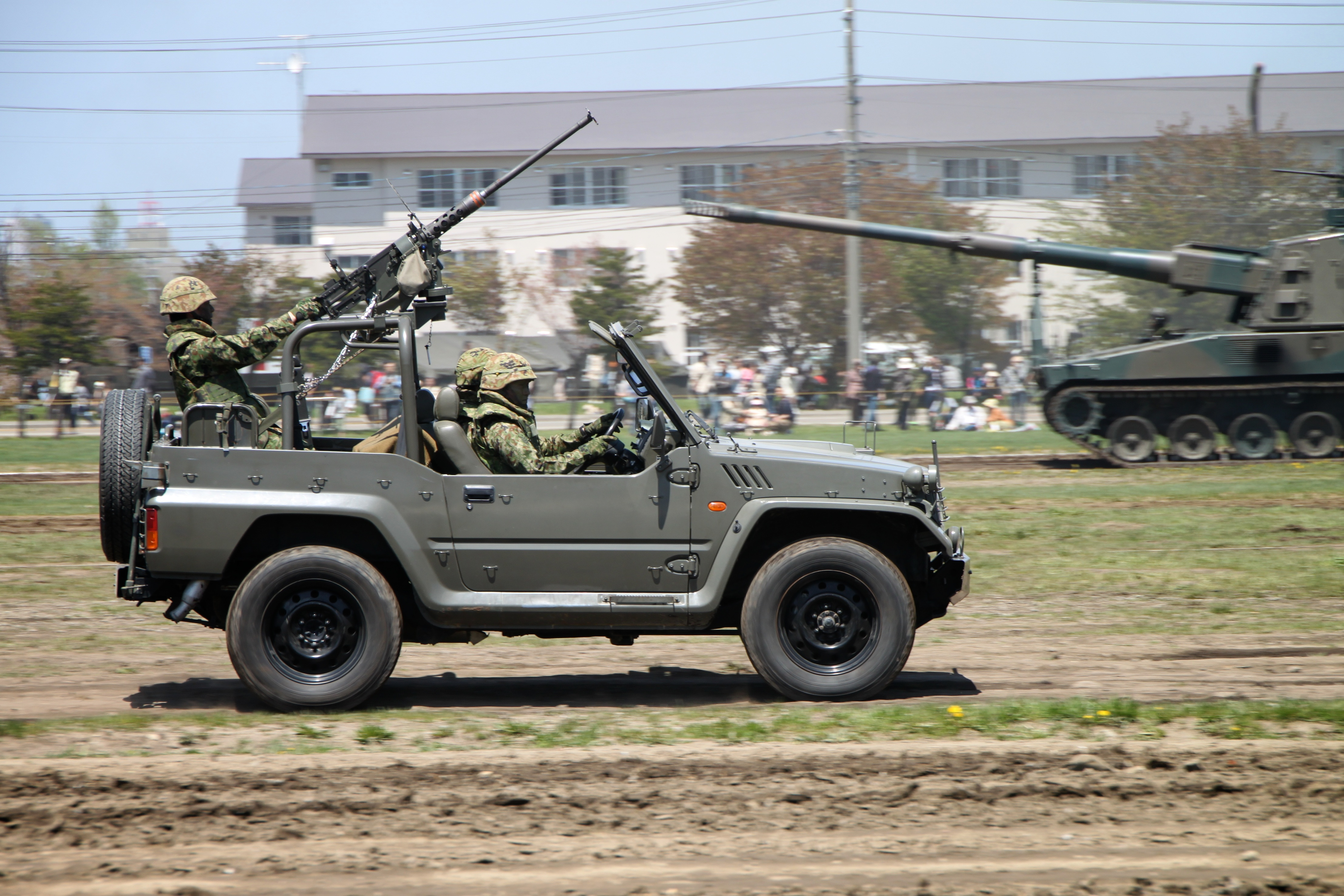
Mitsubishi Type 73 Light Truck Shīn
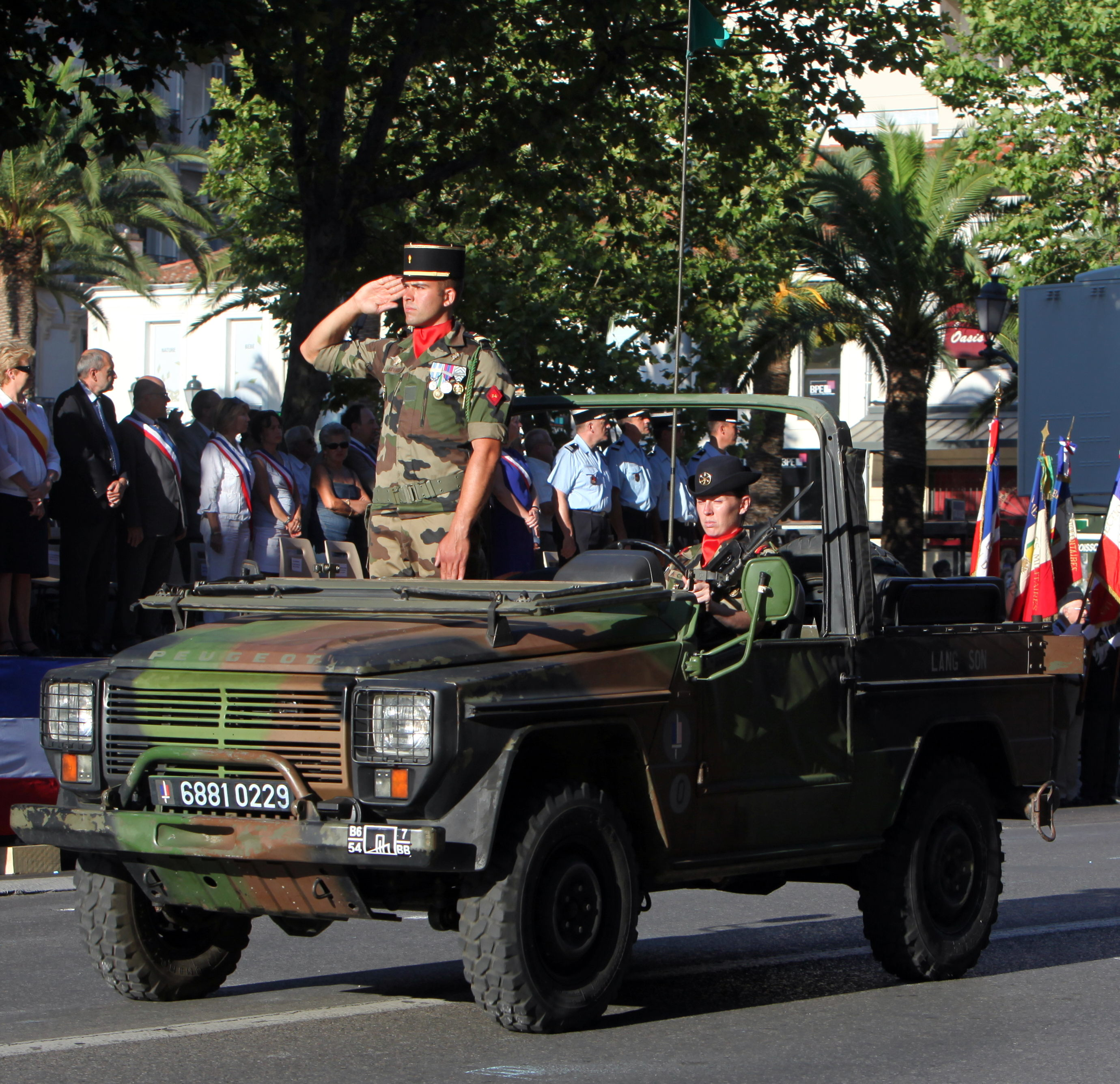
Peugeot P4
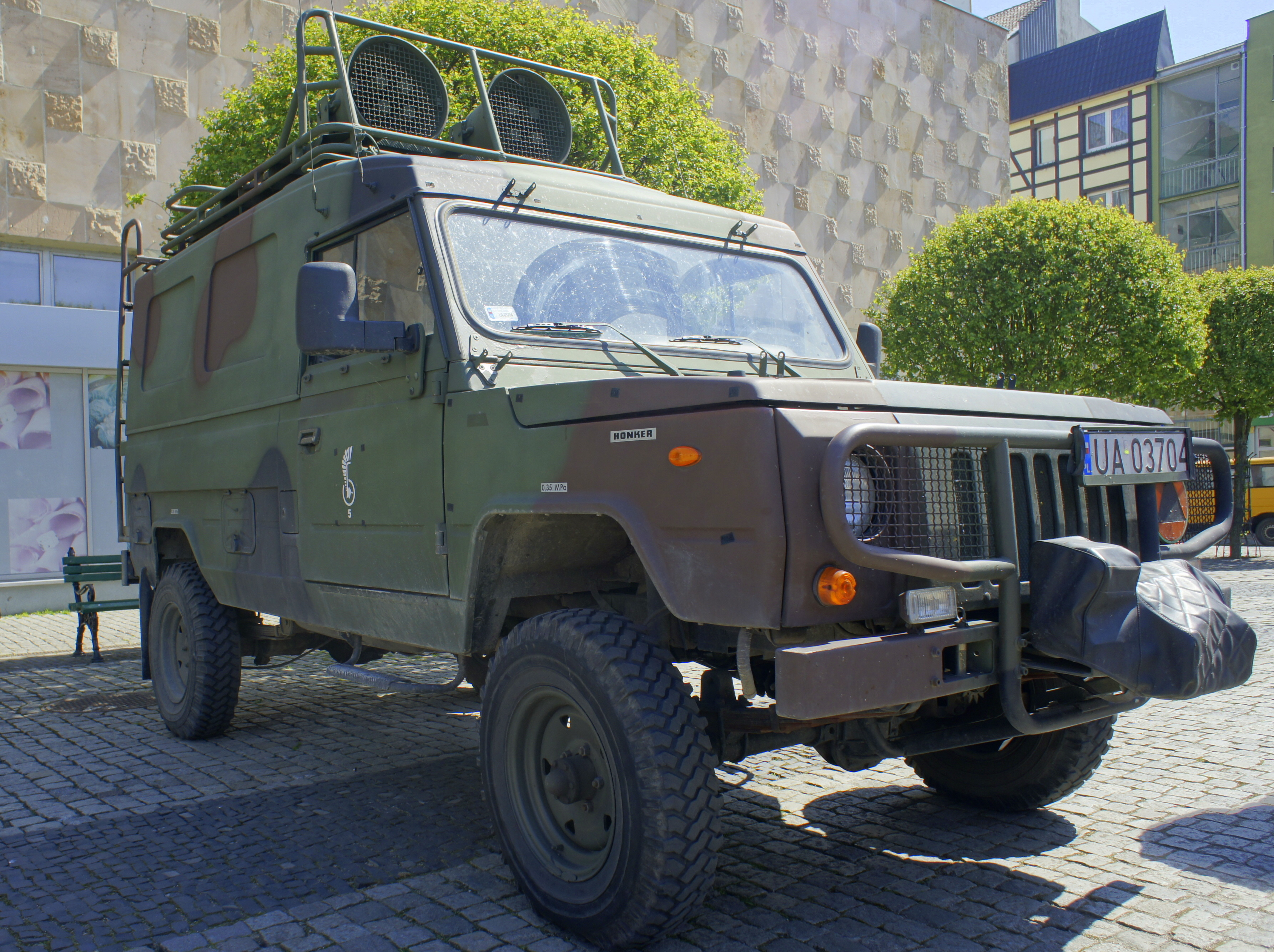
Tarpan Honker
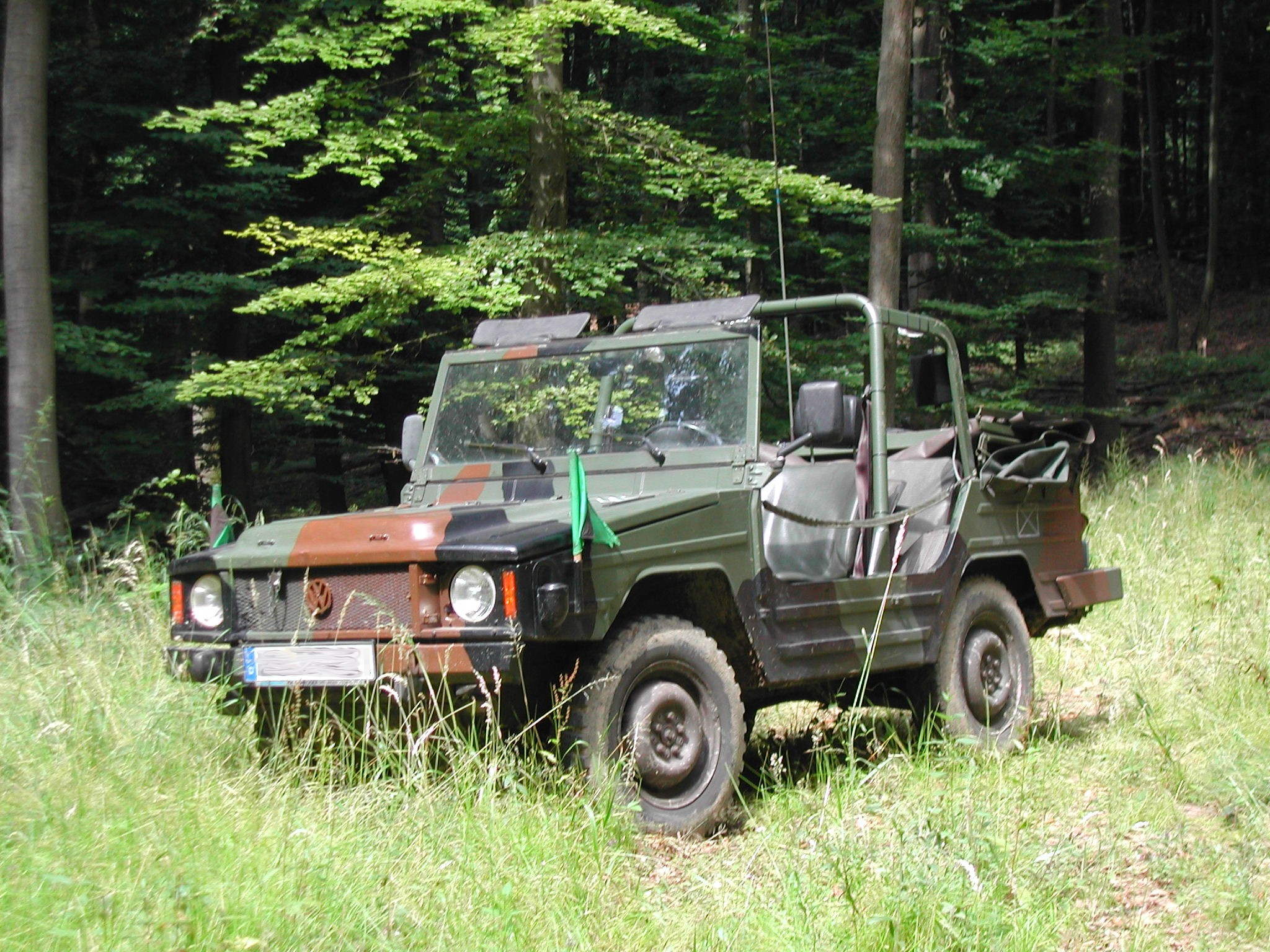
Volkswagen Iltis
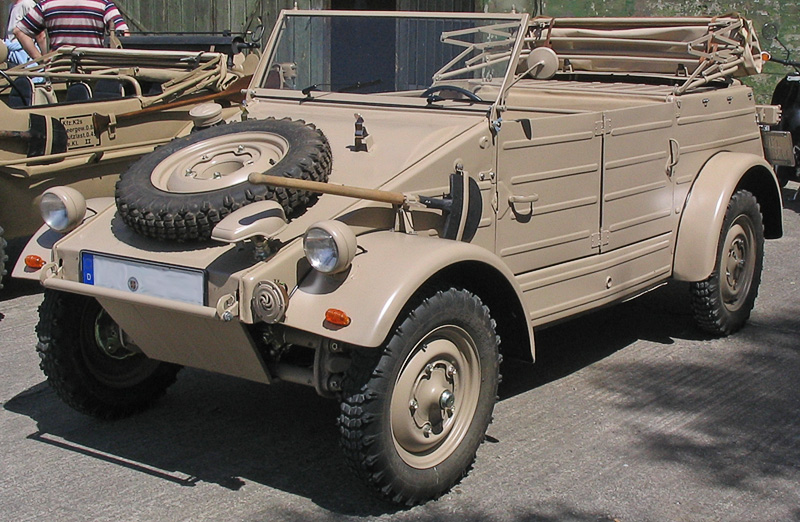
Volkswagen Kübelwagen
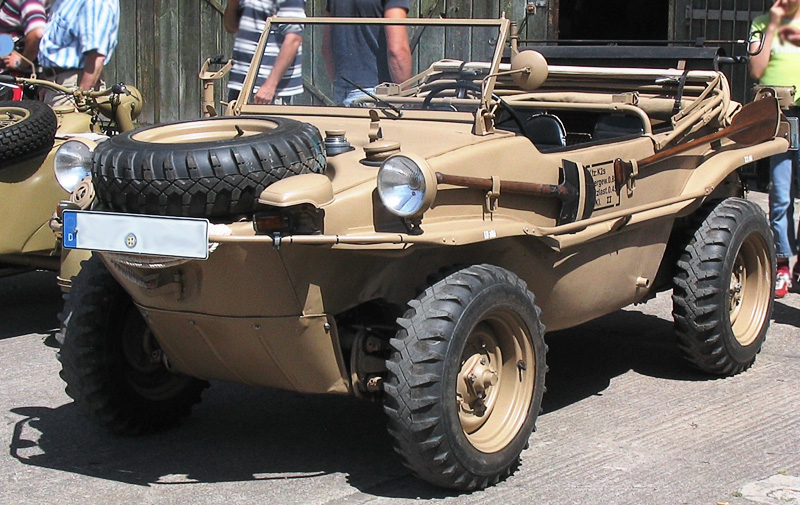
Volkswagen Schwimmwagen
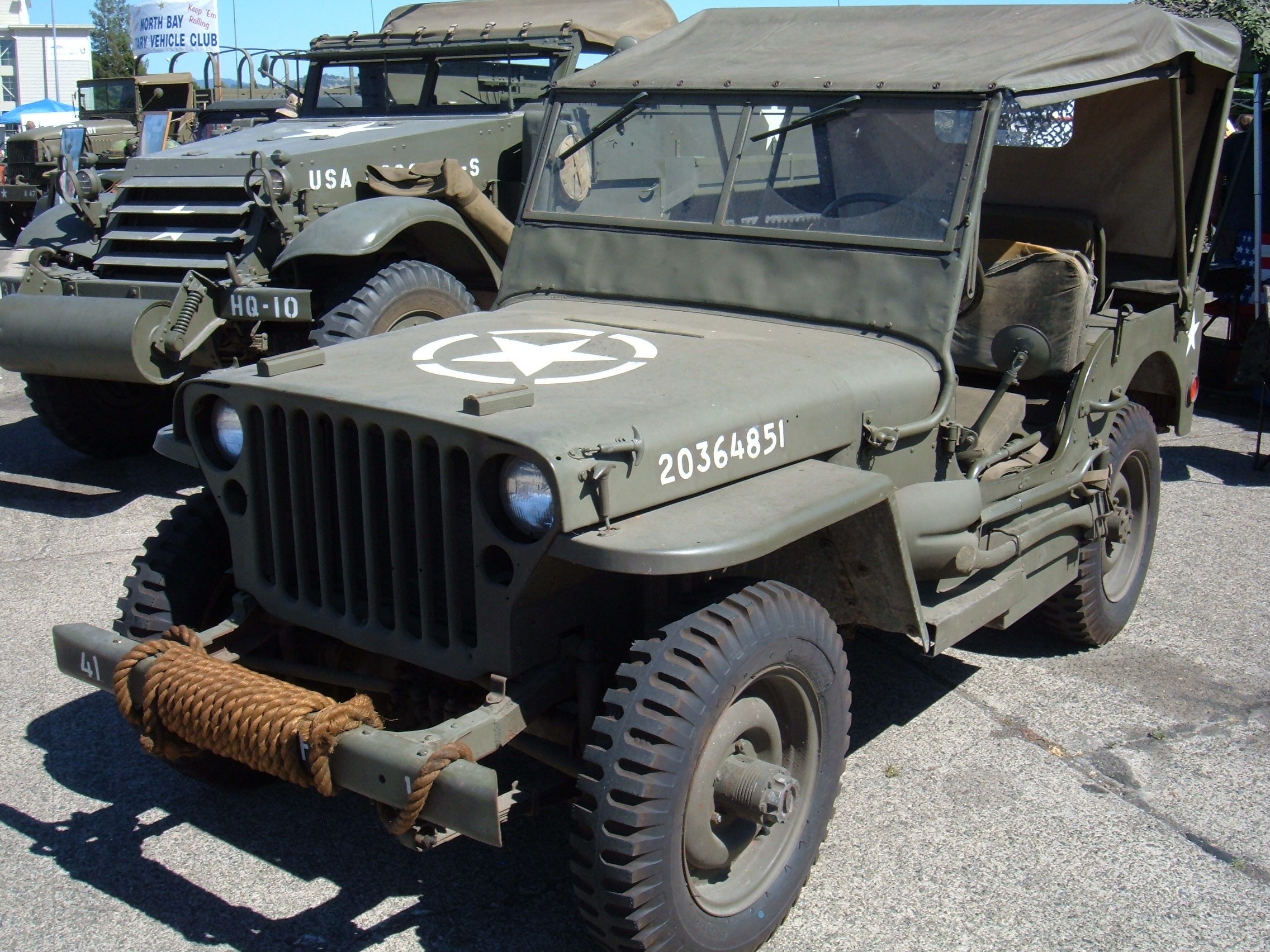
Willys MB/Ford GPW
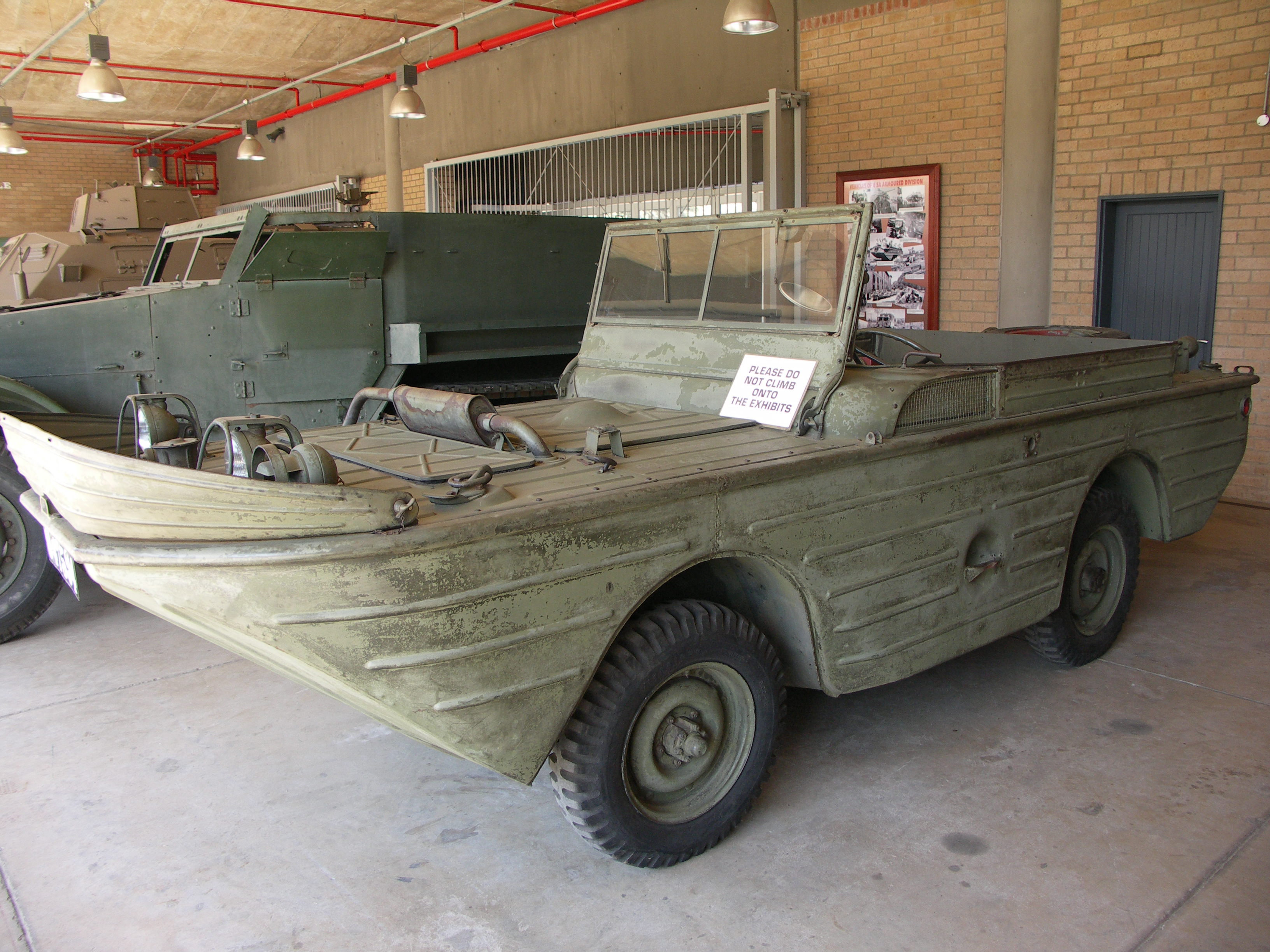
Ford GPA
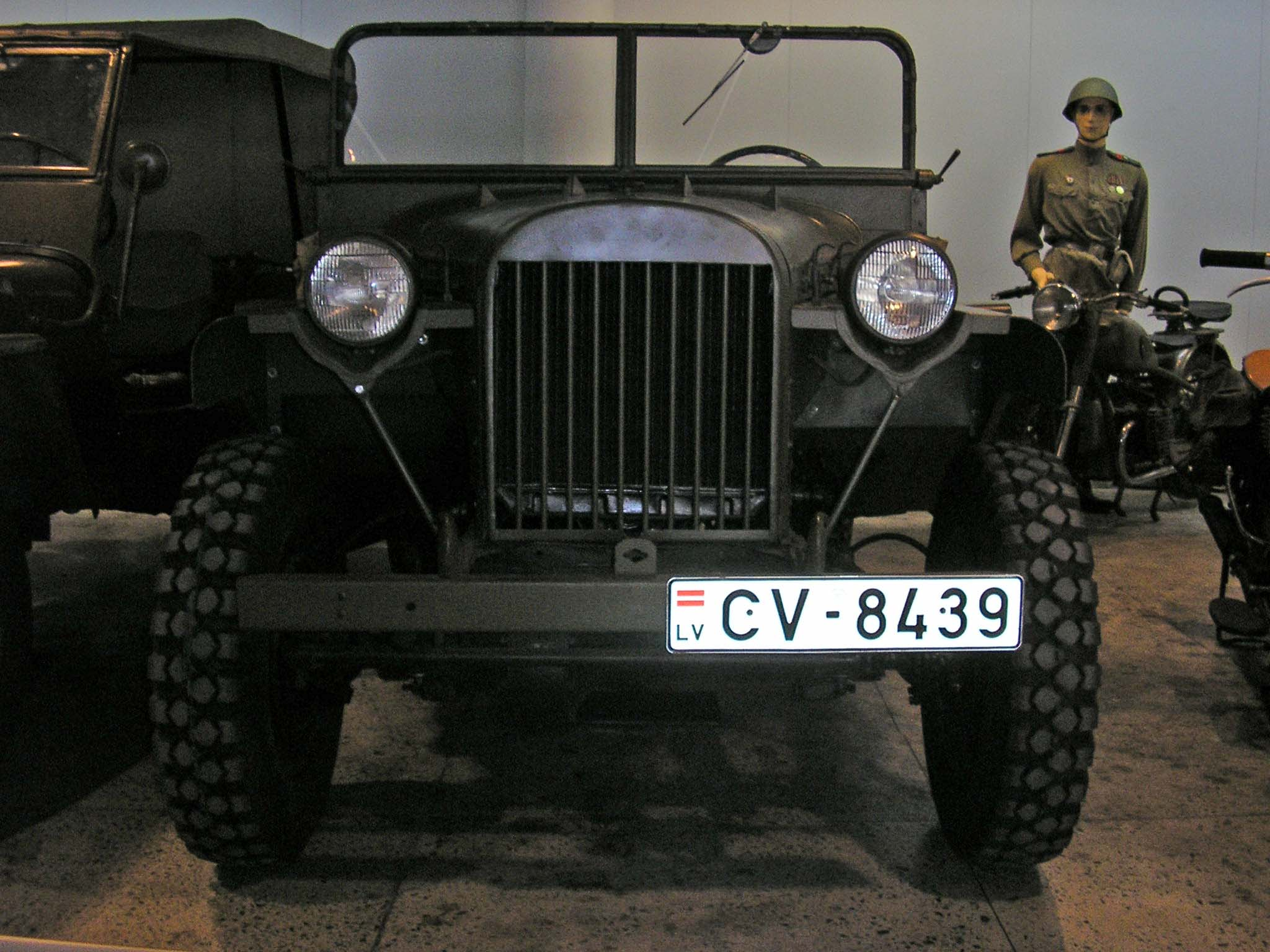
ГАЗ-64
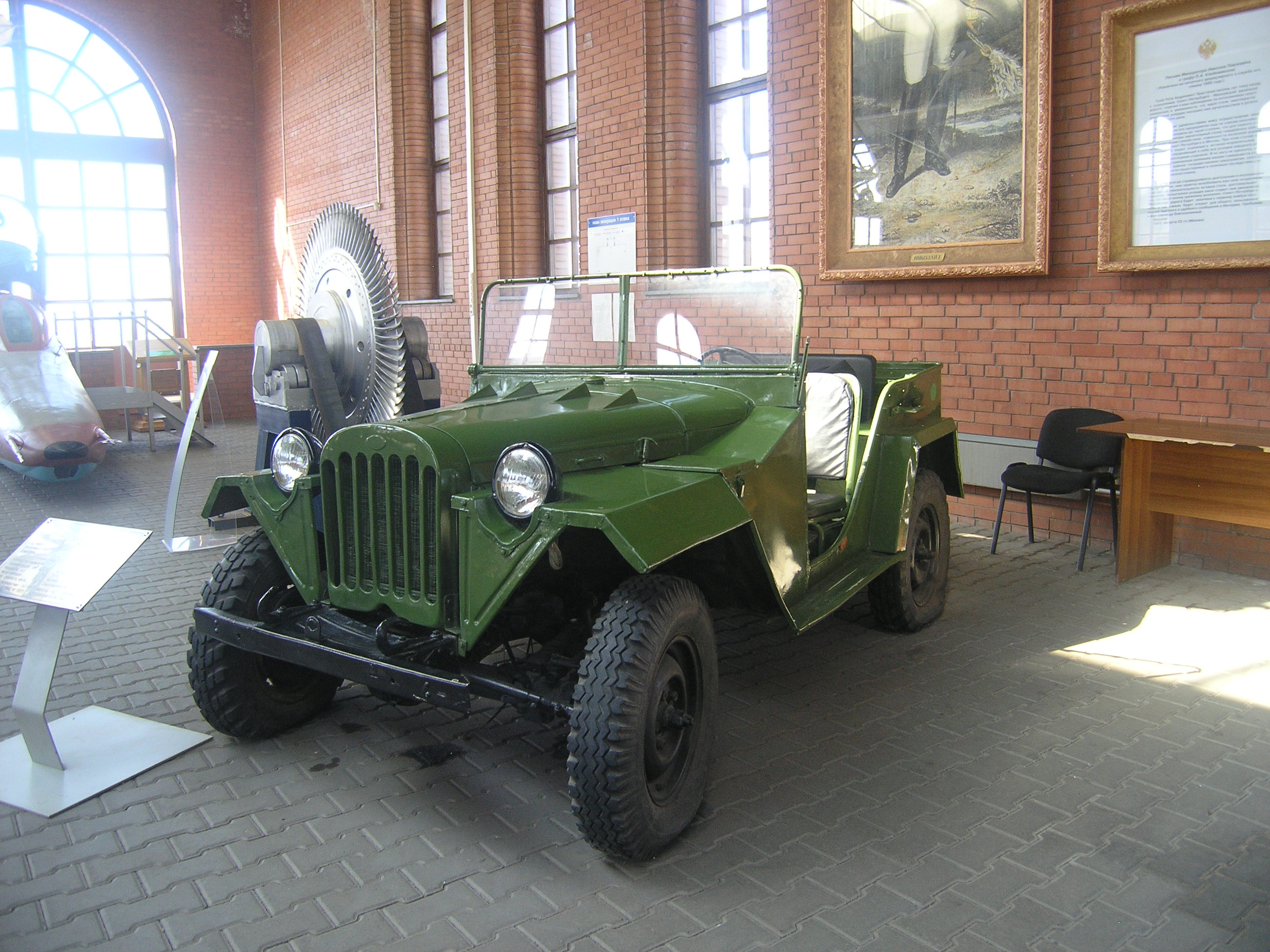
ГАЗ-67
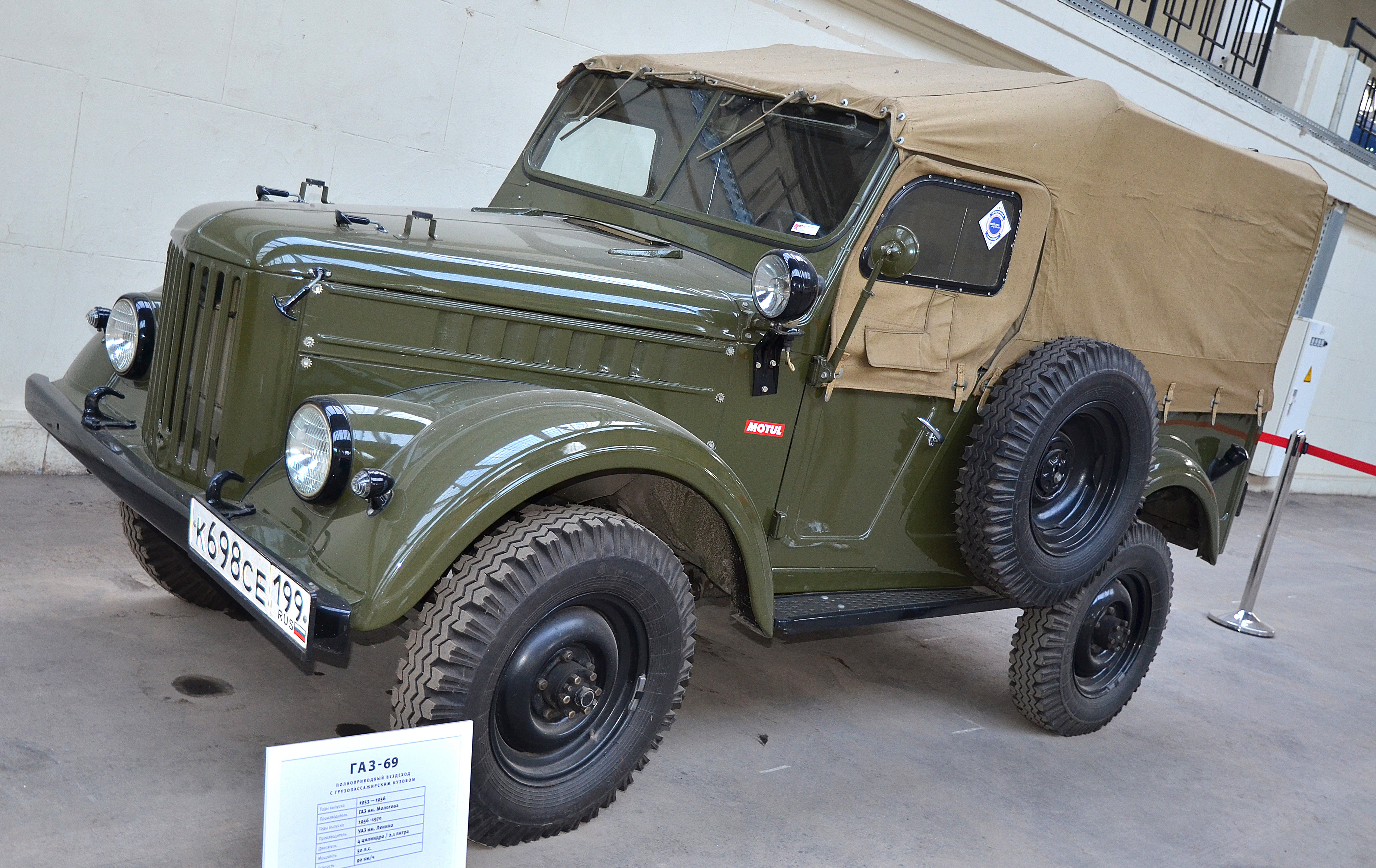
ГАЗ-69
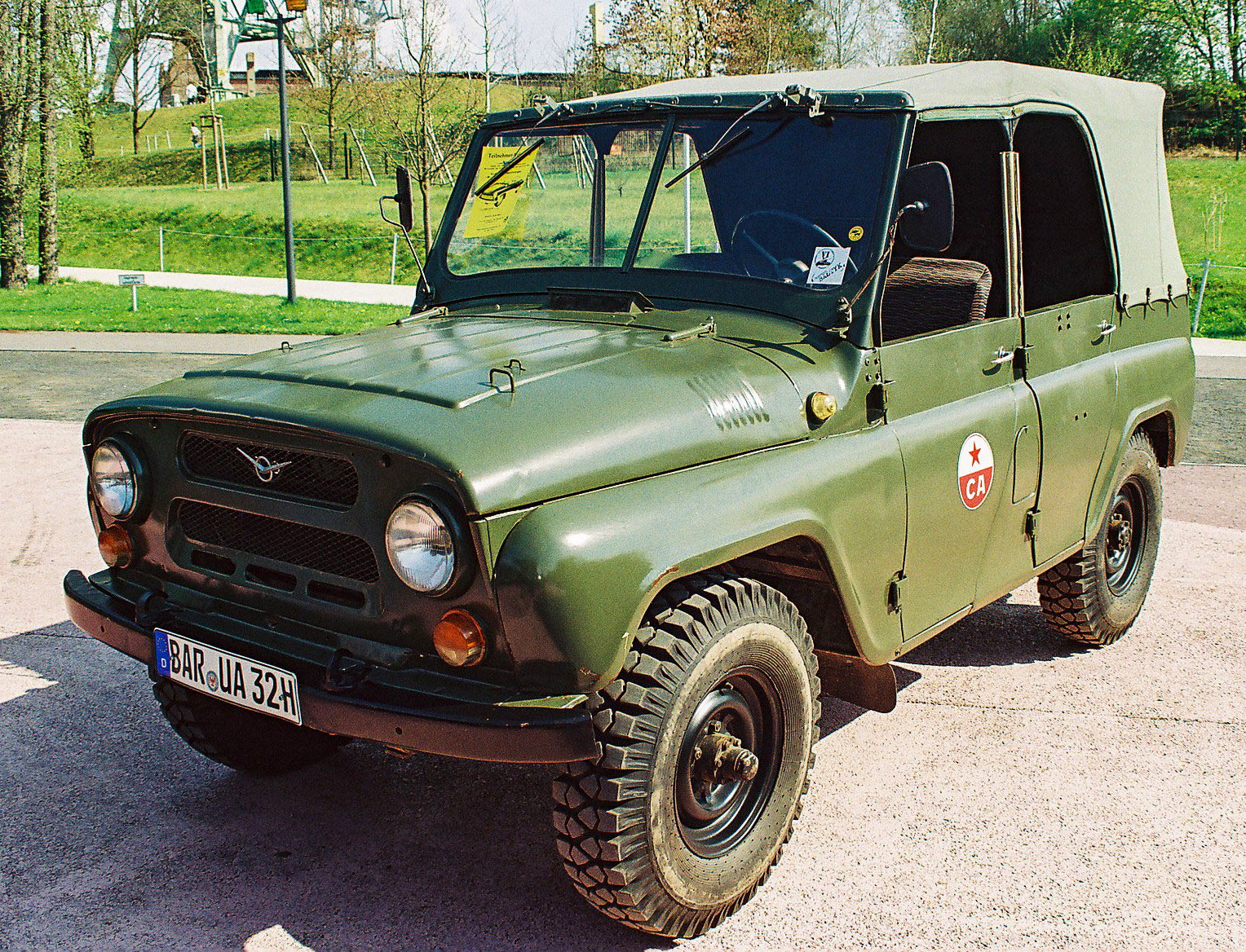
УАЗ-469
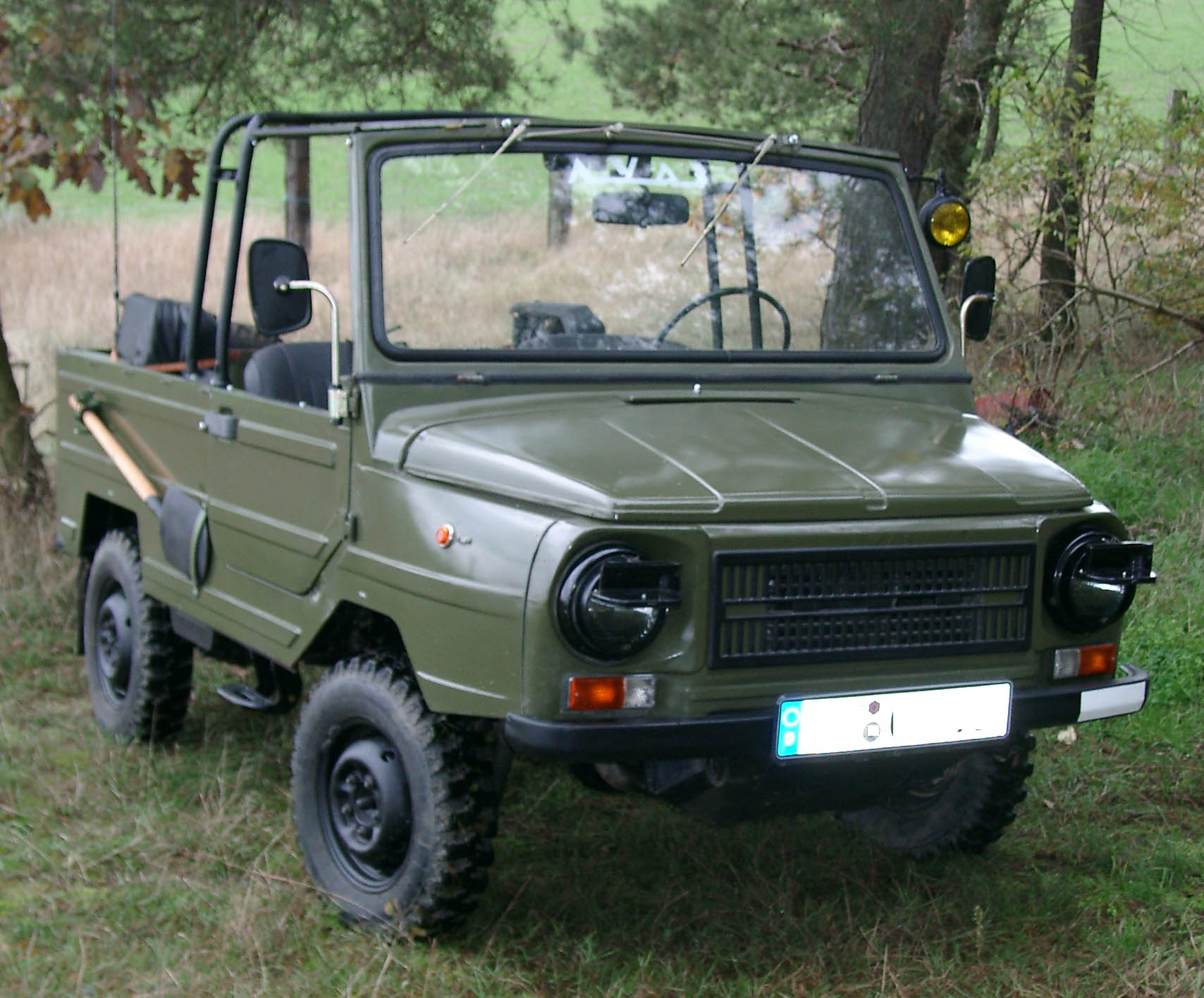
ЛуАЗ-969